# 런던탑
런던탑(영어: Tower of London 타워 오브 런던[*])은 영국 잉글랜드 센트럴런던의 템스강 북안에 있는 유서깊은 성이자 궁전이다. 정식 명칭은 국왕 폐하의 궁전이자 요새인 런던탑(영어: His Majesty's Royal Palace and Fortress of the Tower of London)이다. 종종 그냥 탑(영어: The Tower 더 타워[*])이라고 부른다. 행정 구역상으로는 타워햄리츠구에 속해 있으며 서쪽은 타워힐 공원을 사이에 두고 시티오브런던과 마주하고 있다. 노르만의 잉글랜드 정복 이후인 1066년에 세워진 요새를 기반으로 건축되었다. 런던탑의 명칭은 1078년 정복왕 윌리엄이 잉글랜드에 새로운 지배자가 들어섰음을 상징하는 건물로서 세운 화이트 타워에서 유래되었다.
런던탑은 1100년(더럼 주교 래널프 플램바드)부터 1952년(크레이 형제)까지 종종 감옥으로 쓰였지만, 그것이 주된 기능은 아니었다. 15세기 후반에는 장미 전쟁의 와중에 에드워드 5세와 요크 공작 슈루즈베리의 리처드 형제가 런던탑에 갇혔다가 행방이 묘연해진 런던탑의 두 왕자 사건이 발생하기도 하였다. 16세기와 17세기에 런던탑은 많은 인사들을 감금하던 장소였는데, 즉위 이전의 엘리자베스 1세, 월터 롤리와 엘리자베스 롤리 부부 같은 사람들이 런던탑으로 보내졌다. 이에 따라 누군가가 감옥에 갔다는 뜻을 가진 관용구인 ‘탑으로 갔다’(영어: Sent to the Tower)가 탄생한 바 있다.
여러 차례 주요 인사를 감금한 역사가 있지만, 런던탑의 주요 기능은 감옥이 아니라 궁전이었다. 런던탑은 해자와 두 겹의 성곽으로 둘러싸인 여러 건물들로 이루어져 있다. 런던탑은 12세기와 13세기를 거치면서 리처드 1세와 헨리 3세, 에드워드 1세가 증축해 13세기 후반 무렵 오늘날과 같은 모습을 갖추게 되었다. 런던탑 중심 건물인 화이트 타워는 처음 지어질 때에는 하얀색이 아니었지만 헨리 3세가 하얀색으로 외장을 꾸민 뒤에 그렇게 불리기 시작했다. 런던탑은 궁정으로서 군주가 기거하는 장소로, 군주가 없을 때에는 런던탑 무관장이 성 관리를 맡는다. 런던탑 무관장은 중세 시기에 군주의 신임을 받는 강력한 직위였으며 현재는 영국 육군 원수가 겸임하고 있다. 튜더 왕조 시대에 들어서 런던탑은 점차 군주의 거처로 쓰이지 않게 되었으며, 성을 보수하고 강화하려던 노력에도 대포 공격에 대응하기에는 방어가 미흡했다.
런던탑은 무기고, 국고, 머내저리, 왕립 조폐국, 등기소, 영국의 대관보기 보관소 등 다양한 용도로 쓰였다. 14세기 초반에서 찰스 2세 재위 기간까지 잉글랜드 국왕의 대관식 의례에는 런던탑에서 웨스트민스터 사원까지 행진하는 관례가 있었다.
두 차례에 걸친 세계 대전 중에 런던탑은 다시 감옥으로 사용되었고 12명의 간첩이 런던탑에서 처형되었다. 제2차 세계 대전을 거치면서 런던탑 역시 독일의 영국 대공습으로 피해를 입었다. 전쟁 이후에 여러 차례의 보수를 거친 런던탑은 다시금 대중에게 개방되었고 오늘날 영국에서 가장 인기있는 관광 명소 중 하나가 되었다. 런던탑은 1988년에 유네스코 세계문화유산에 선정되었다.

## 건축

### 배치
런던탑의 가장 강력하고 인상적인 방어 시설들은 앵글로색슨족의 도시였던 런던을 내려다보는 방향에 있다. 영국의 고고학자 앨런 빈스는 이것이 노르만의 잉글랜드 정복 이후 피지배민이 된 앵글로색슨족의 반란을 우려한 의도적인 설계라고 본다. 세워질 당시 런던탑은 주변 지역에서 가장 두드러진 건축물로서 템스강을 지나는 사람들의 주의를 끌었을 것이다. 성은 크게 세 곳의 “워드”(ward), 즉 안뜰로 나뉜다. 가장 안쪽 안뜰인 이너모스트 워드는 가장 먼저 지어진 부분으로서 화이트 타워가 자리잡고 있다. 이너모스트 워드를 북쪽, 동쪽, 서쪽으로 둘러싼 안뜰인 이너 워드는 리처드 1세(1189년–1199년) 시기에 지어진 것이다. 이후 에드워드 1세가 바깥쪽 안뜰인 아우터 워드와 외곽 성벽을 건축하여 1285년 완공하였다. 그 뒤로도 여러 차례 증축이 있었지만 기본적인 형태는 에드워드 1세 시기의 것을 유지하고 있다. 성의 면적은 12 에이커(4.9 헥타르)이고 추가로 성 주변에 6 에이커(2.4 헥타르)의 리버티가 있다. 리버티는 보안상의 이유로 주변을 정리한 구역이다. 헨리 3세는 성 주위 구역에 방해물을 제거하라고 명령했고 그것이 리버티의 기원이 되었다. 널리 퍼진 이야기들과는 달리 런던탑엔 항시적인 고문실이 없었다. 물론 그렇다고 고문이 없었던 것은 아니어서 화이트 타워에는 종종 고문대인 랙이 설치되었다. 에드워드 1세가 물품의 하역을 위해 런던탑 남측에 부두를 설치했고 리처드 2세가 이를 오늘날의 크기로 확장했다.

런던탑의 평면도

### 화이트 타워
화이트 타워는 런던탑의 아성이다. 아성은 군주의 거처가 있는 건물로서 중세의 성에서 대체로 가장 견고한 구조물이었다. 군사 역사학자 앨런 브라운은 “그 거대한 탑(화이트 타워)은 견고함과 장엄함, 귀족적인 처소를 갖춘 탁월한 아성이었다”고 평가하였다. 화이트 타워는 기독교 세계에서 가장 큰 아성 가운데 하나로서 “11세기 유럽의 궁전들 가운데 가장 완전한 궁전”이었다.

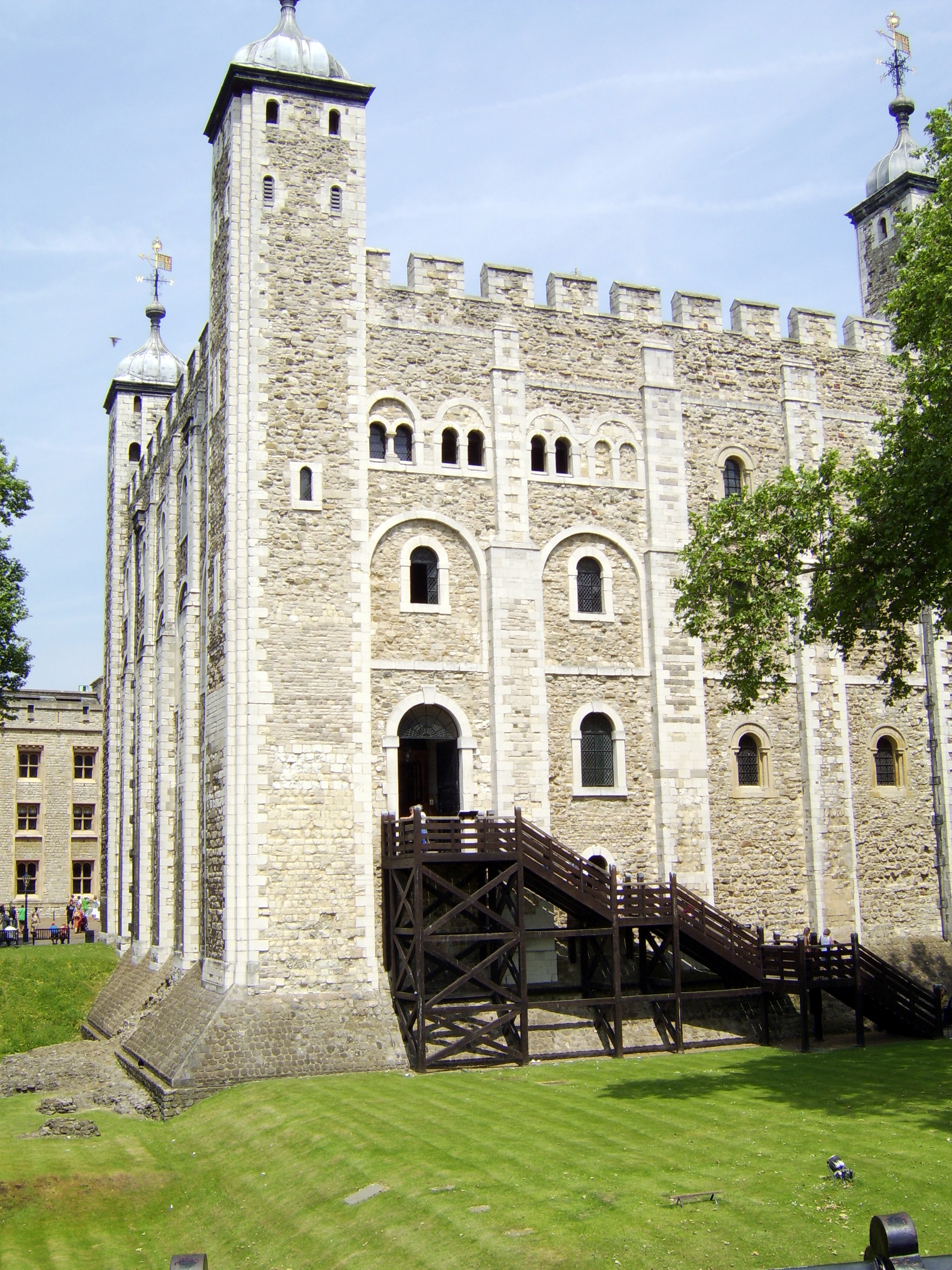
화이트 타워 1층에 있는 원래의 출입구

화이트 타워는 연결된 부속 탑들을 제외하고 가로 36m, 세로 32m로 가장 높은 남쪽 흉벽의 높이는 27m이다. 건축 당시에는 기반층, 출입층, 위층의 3층 구조였다. 출입구는 남쪽으로 내었는데, 노르만 양식의 아성이 대개 그렇듯이 지면에서 높이 떨어져 있었고, 방어시 제거할 수 있는 나무 계단을 통해 드나들었다. 헨리 2세(1154년 - 1189년) 때 화이트 타워 출입구 외곽에 방어용 성문을 추가한 것으로 생각되지만 현존하지는 않는다. 각 층은 세 개의 방으로 나뉘어 있는데 서쪽 방이 가장 크고 북동쪽의 방은 작다. 출입층과 위층의 남동쪽엔 예배실이 마련되어 있다. 서쪽 모서리에는 정방형 탑이 세워져 있고 북동쪽엔 나선 계단이 놓인 원형 탑이 세워져 있다. 남동쪽 모서리로 예배실의 후진이 원호를 그리며 튀어나와 있다. 방어뿐만 아니라 편안한 생활도 염두에 두고 설계했기 때문에 벽 안쪽으로 화장실이 마련되어 있으며 난방을 위한 벽난로도 네 곳에 설치하였다.
화이트 타워에 사용된 건축 재료는 주로 켄트 지방의 석회암으로 이 밖에 런던 주위의 이암도 함께 쓰였다. 외장재로는 석회암이 쓰였는데 원래는 노르망디의 캉에서 가져온 캉 스톤이 쓰였지만, 17세기와 18세기에 포틀랜드 스톤으로 대체되어 지금은 거의 남아 있지 않다. 18세기에 창문의 크기를 키우면서 남쪽 벽의 창문 두 개만 (복원되어) 예전의 모습을 유지하게 되었다.
화이트 타워는 언덕 옆면을 깎아서 지었기 때문에 북면의 기반층 가운데 일부는 지하가 되었다. 대부분의 아성이 그렇듯이 화이트 타워도 바닥층을 창고로 사용하였다. 지하층의 방들 중 하나에는 우물이 있었다. 화이트 타워의 평면 배치는 최초 건축 당시와 큰 차이가 없지만 내부 장식은 대부분 18세기에 개조한 것이다. 내부 장식의 가장 큰 변화는 바닥을 낮추고 기존에 나무로 되어 있던 궁륭을 벽돌로 바꾼 것이다. 기반층에는 채광을 위한 좁은 홈들이 있다.

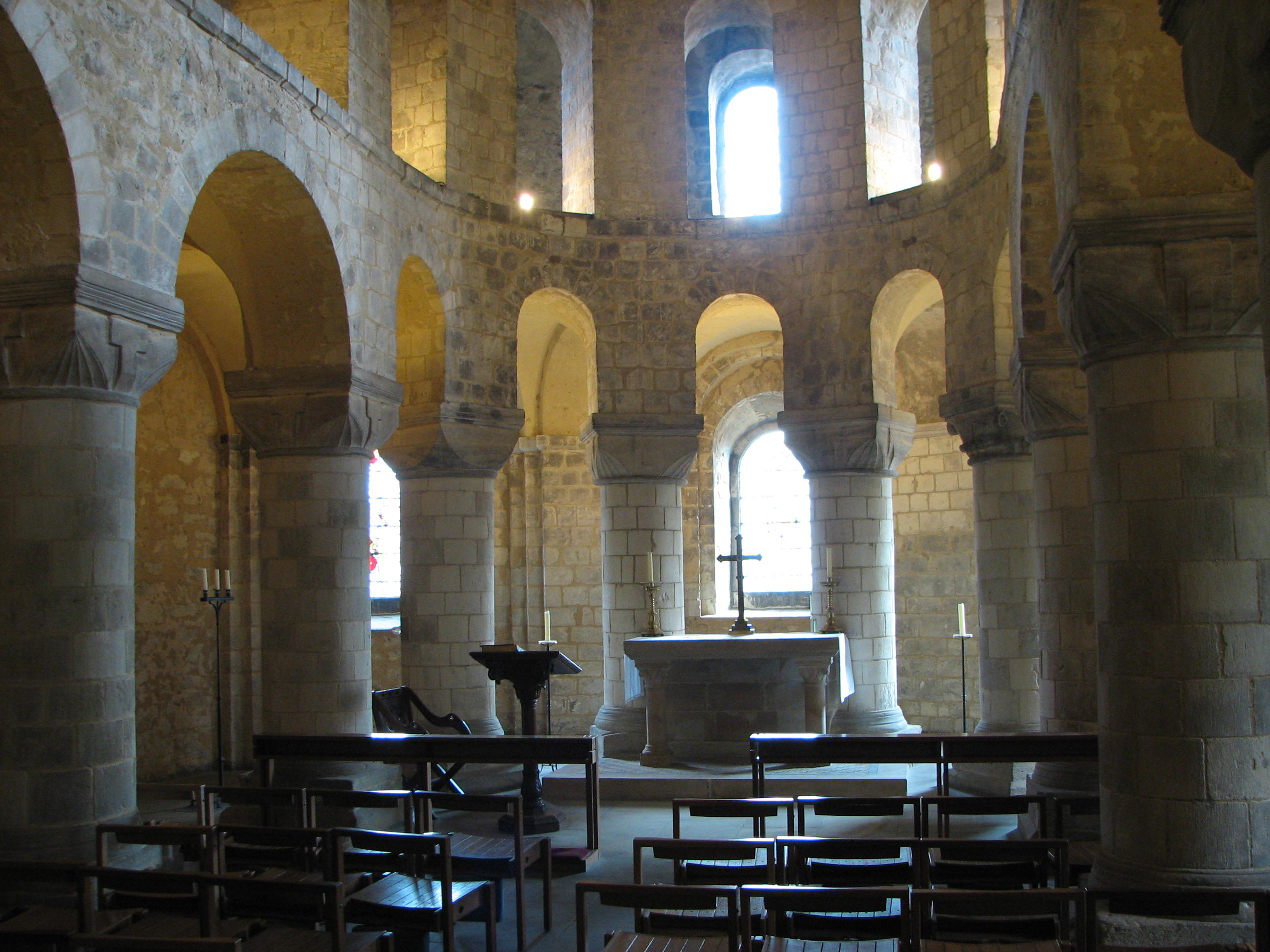
화이트 타워 내의 성 요한 예배실

출입층은 아마도 런던탑 무장관과 부관 및 다른 고위 관리들이 사용하도록 만들어진 것 같다. 남측 출입문은 17세기에 폐쇄되어 1973년에야 다시 열렸다. 남측 출입문으로 들어가 동쪽의 작은 방을 지나면 위층으로 올라가는 계단이 있다. 남동쪽 구석에는 성 요한 예배실의 크립트가 있으며 동쪽 방을 통해서만 출입할 수 있다. 크립트의 북쪽 벽에 벽감을 만들어 놓았다. 조프리 파넬은 “창문이 없는 형태와 하나뿐인 출입문을 고려할 때 이곳은 왕실의 보물과 중요 문건을 보관하기 위한 수장고로 보인다”는 의견을 제시하였다.
위층 서쪽에는 그레이트 홀이 있으며 동쪽으로 거실 두 개가 딸려 있다. 거실은 둘 다 지붕으로 덮여 있고 벽 속으로 지은 회랑에 둘러싸여 있다. 남동쪽으로 성 요한 예배실이 있다. 최상층은 15세기 무렵 지은 것으로 현재의 지붕도 이때 함께 만든 것이다. 화이트 타워가 처음 만들어질 때에는 예배실이 없었지만 흉벽을 추가하면서 건물에서 튀어나온 형태로 덧붙여 건축하였다. 탑의 기능과 설계가 계속 변화함에 따라 현재는 예배실을 제외하면 만들어졌을 당시의 인테리어는 그다지 남아 있지 않다. 현재의 예배실은 노르만 왕조 시기의 건축물이 연상되도록 단순하고 꾸밈없는 모습이지만, 헨리 3세 재위 기간이었던 13세기에는 예배실을 금장한 십자가로 장식하였고 성모 마리아와 성 삼위를 나타낸 스테인드 글라스를 설치하였다.

### 이너모스트 워드
런던탑의 가장 안쪽에 위치한 안뜰인 이너모스트 워드(Innermost ward)는 화이트 타워 바로 남쪽에 있으며 템스강변과 맞닿아 있다. 11세기에 지어진 헨 도멘 등 다른 성들과 마찬가지로, 런던탑이 처음 세워졌을 때 이너모스트 워드는 목조 건물들로 채워져 있었을 것이다. 늦어도 1170년대 이전부터 왕의 처소가 화이트 타워로부터 이너모스트 워드로 점차 확장되기 시작했지만 정확히 언제부터인지는 분명하지 않다. 1220년대와 1230년대에는 왕의 처소가 개조되고 확장되어 윈저성과 같은 다른 궁전들과 견줄 만하게 되었다. 1220년대에 이너모스트 워드와 템스강 사이를 성벽으로 막고 경계를 위한 망루인 웨이크필드 타워와 랜턴 타워를 조성하였다. 아마도 두 망루 각각 왕비와 왕을 위한 처소였을 것이다.
헨리 3세 시기에 왕비의 처소는 백색으로 도장하고 꽃을 그려 넣었으며 바닥에는 판석을 깔았다. 이너모스트 워드 남쪽, 두 망루 사이에는 그레이트 홀이 있었다. 그 구조는 헨리 3세 시기에 지어진 윈체스터 성의 것과 비슷하지만 그보다 조금 작았다. 웨이크필드 타워 옆으로 군주의 거처와 통하는 은밀한 샛문이 있었다. 이너모스트 워드는 원래 해자로 둘러싸여 있었지만 1220년대에 메워졌다. 비슷한 시기에 이너모스트 워드에 부엌이 들어섰다. 1666년에서 1676년 사이에 이너모스트 워드에 있던 궁전 건물들은 해체되었다. 화이트 타워 주변에는 시야를 가릴 만한 어떤 것도 남지 않게 되었고 아성에 들어서려는 사람은 누구든 개활지를 통과하여야만 하였다. 화이트 타워의 수장고가 철거되자 영국의 대관보기는 마틴 타워로 옮겨졌다.

### 이너 워드

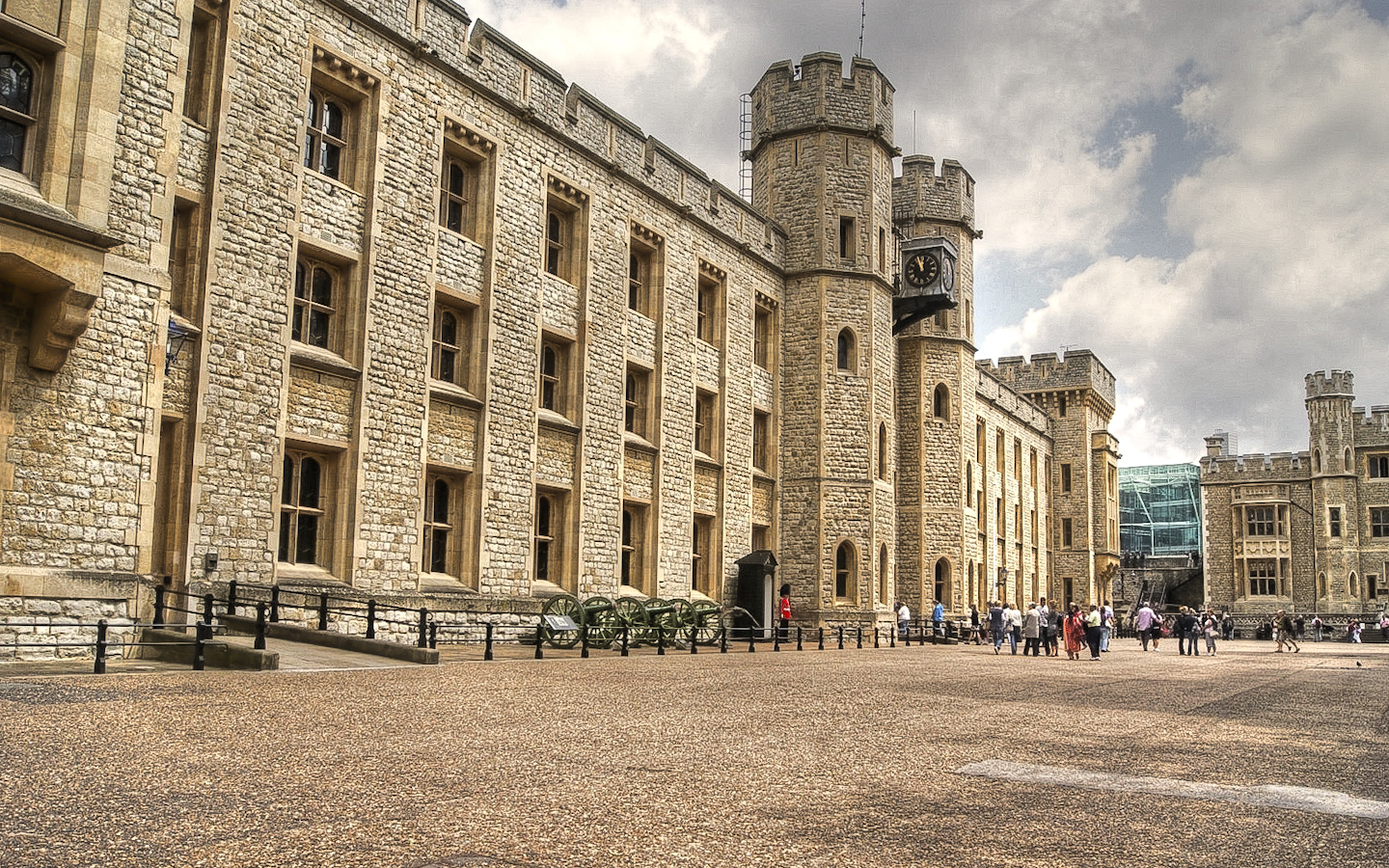
워털루 블록의 남측 벽

이너 워드는 사자심왕 리처드 시기에 이너모스트 워드 서쪽에 해자를 팜으로써 만들어졌다. 이로써 런던탑의 크기는 두 배로 확장되었다. 헨리 3세가 이너 워드의 동쪽과 북쪽에 성벽을 쌓았고, 이너 워드의 크기는 그때부터 지금까지 유지되고 있다. 성벽의 아홉 망루 중 완전히 새로 지어진 두 개를 제외하면 헨리 3세 시대의 건축물은 대부분 현재까지 남아 있다. 웨이크필드 타워와 랜턴 타워 사이에 있는 이너모스트 워드의 성벽은 이너 워드의 막벽 역할도 겸한다. 이너 워드의 주출입문은 아마도 오늘날 뷰챔프 타워 자리에 있었던 서쪽 막벽의 문루였을 것이다. 이너 워드의 서쪽 막벽은 에드워드 1세 시기에 개축되었다. 13세기에 세워진 뷰챔프 타워는 로마인들이 영국을 떠난 5세기 이후 영국에서 최초로 지어진 대규모 벽돌 건축물이었다. 현재 이너 워드의 막벽에는 13개의 망루가 세워져 있는데, 남서쪽 구석에서부터 시계 방향으로 벨, 뷰챔프, 데버루, 플린트, 보이어, 브릭, 마틴, 콘스터블, 브로드 애로, 솔트, 랜턴, 웨이크필드, 블러디 타워로 불린다. 이들 망루는 적군에 측면 사격을 할 수 있는 위치를 제공할 뿐만 아니라, 안에 숙소도 있었다. 이름에서 알 수 있듯이, 벨 타워에는 적군의 공격을 알리는 종이 달려 있었다. 보이어 타워에는 장궁, 쇠뇌, 투석기 따위를 제작하던 왕실 궁장인의 작업실이 있었기에 “보이어”(Bowyer, 궁장인)라는 이름이 붙었다. 랜턴 타워 꼭대기에 있는 포탑은 밤이 되면 탑에 접근하는 교통을 위한 등대로 사용되었다. “랜턴”(Lanthorn = lantern, 등불)이라는 이름은 여기서 나왔다.
헨리 3세가 이너 워드의 막벽을 건축하면서 원래 런던탑 밖에 있던 노르만 양식의 “속박된 성 베드로 교회”(Church of St Peter ad Vincula)가 성 안으로 편입되었다. 헨리 3세는 교회에 유리창을 내었고 자신과 왕비를 위한 좌석을 설치했다. 에드워드 1세는 300파운드의 비용을 들여 교회를 개축하였고 1519년 헨리 8세가 다시 개축하였다. 교회 내부가 19세기에 새로 꾸며지긴 했지만 교회 건물의 구조는 헨리 8세 때부터 지금까지 유지되고 있다. 이너 워드를 만들면서 웨이크필드 타워 바로 옆에 세운 블러디 타워에는 템스강에서 런던탑으로 물을 끌어들이기 위한 수문이 달려 있었다. 수문에는 방어를 위해 내려닫이 창살문인 포트컬리스를 달았다. 블러디 타워라는 이름은 이곳에서 런던탑의 두 왕자가 살해되었다는 소문이 돌면서 16세기에 붙은 것이다. 1339년에서 1341년 사이에 막벽의 벨 타워와 솔트 타워에 문루가 세워졌다. 튜더 왕조 시기에 이너 워드 북쪽 안뜰에 군수품 창고가 세워졌다. 스튜어트 왕조 시기에는 군수품 사무소의 지원 하에 이너 워드 건물들을 개축하였다. 1663년 4,000파운드를 조금 넘기는 비용을 들여 이너 워드에 새 창고가 건설되었다. 이 건물은 현재 뉴 아머리즈(New Armouries, 새 무기고)라고 불린다. 1688년에는 튜더 시기 화이트 타워 북쪽에 세워졌던 창고들을 허물고 같은 자리에 새로 커다란 창고를 지었으나 1841년 화재로 소실되었다. 그 자리에 세워진 워털루 블록은 튜더 양식으로 세부 장식을 한 고딕 복고양식 건물로서 원래는 병영으로 쓰이다가 오늘날에는 지하실을 왕가 수장고로 사용하고 있다.

### 아우터 워드
세 번째 안뜰인 아우터 워드는 에드워드 1세 시기에 성을 증축하면서 만들어졌다. 같은 시기에 성의 북서쪽에 레그스 마운트(Legge's Mount)로 불리는 보루가 건축되었다. 북동쪽의 보루인 브래스 마운트(Brass Mount)는 그보다 나중에 지어진 것이다. 세 개의 사각형 탑이 동쪽 성벽을 따라 지어졌지만 1843년 해체되었다. 흔히 레그의 보루가 튜더 왕조 시기에 지어졌다고는 하지만, 이 이야기는 근거가 없다. 고고학적 조사 결과는 이 보루가 에드워드 1세 시기에 건축되었음을 시사한다. 레그의 보루 남쪽에 남아 있는 흉벽은 런던탑의 흉벽 가운데 유일하게 중세 시기의 것이 남은 것이다. 흉벽의 나머지 부분은 빅토리아 시대에 다시 세워졌다. 아우터 워드가 만들어지면서 그 주위로 폭 50m의 새로운 해자가 놓였다. 해자 중앙의 깊이는 지금보다 4.5m 더 깊었다. 아우터 워드에 새 막벽을 건축함으로써 옛 출입문은 시야에서 가려지고 역할이 애매하게 되었다. 새 성벽의 출입구는 성벽의 남서쪽에 세워졌다. 출입구 건물은 안쪽 문루와 바깥쪽 문루, 감시 망루로 이루어져 있었다. 늦어도 1330년대부터 런던탑이 왕실 머내저리로 사용되면서 새 출입구 건물은 라이언 타워로 불리게 되었다. 라이언 타워는 훗날 해체되었다.
에드워드 1세는 과거 템스강에 잠겨 있던 땅을 따라 런던탑 남쪽에 새로 성벽을 지었고, 1275년에서 1279년 사이 이 성벽에 문루인 토머스 타워를 세웠다. 이 문루는 훗날 트레이터스 게이트, 즉 배신자의 문이라고 불리게 되었다. 이는 튜더 시기에 이 문을 통해 죄수들을 런던탑에 보냈기 때문이다. 트레이터스 게이트는 블러디 타워를 대신하여 수문으로 쓰였다. 그 부두에는 강변에서 공격해 올 경우를 대비하여 궁수가 틈새로 활을 쏠 수 있는 애로슬릿을 설치하였고 1층에는 화려하게 꾸민 숙소가 있었다. 에드워드 1세는 또한 왕립 조폐국을 런던탑으로 옮겼는데 그 정확한 위치는 알려져 있지 않지만 아마도 아우터 워드나 라이언 타워로 추정된다. 이후 1560년에 이르면 조폐국은 솔트 타워 부근으로 이전해 있었다. 1348년에서 1355년까지 국왕 전용의 두번째 수문인 크레이들 타워가 토머스 타워 동쪽에 증축되었다.

## 건립 초기의 역사
노르망디 공작인 정복자 윌리엄은 1066년 10월 14일 헤이스팅스 전투에서 승리한 뒤 그 해의 나머지 기간 동안 자신의 정복지를 지키기 위해 요새를 지었다. 윌리엄 1세는 런던으로 향하면서 길을 따라 여러 곳에 요새를 만들었다. 윌리엄 1세가 캔터베리에 당도하였을 때 런던으로 통하는 다리는 앵글로색슨족의 군대가 점령하고 있었다. 그는 잉글랜드 남부 원정을 계속하기에 앞서 다리 대신에 서더크를 공략하기로 결정하였다. 노르만 군대의 승리로 보급로가 막혀 고립되고 위협받던 끝에, 1066년 12월 런던의 지도자들은 전투 없이 도시를 넘겨주었다. 1066년에서 1087년 사이 윌리엄 1세는 36개의 성을 축조하였다. 당시 토지 소유와 인구를 조사한 둠스데이 북에는 그의 부하들이 더 많은 성을 지었다고 기록되어 있다. 잉글랜드의 새로운 지배층은 “중세 유럽 사상 가장 큰 규모의 집중된 축성 계획”을 집행해 나갔다. 그 결과물은 (적국 내의 작전 기지용) 요새이자, 행정의 중심지이며, 거주 기능도 겸하는 다용도 건축물이었다.
윌리엄 1세는 그가 당도할 도시에 선봉대를 보내 개선 행사와 축성을 준비하도록 하였다. 윌리엄 1세의 담당사제이자 연대기 기록자인 푸아티에의 윌리엄은 “군중이 동요하는 가운데 요새화는 흔들림 없이 완수되었다. 그(윌리엄)는 이것이 런던인들을 위압하는 가장 중요한 수단이라는 것을 알고 있었기 때문이다.”라고 기록하였다. 당시 런던은 잉글랜드의 가장 큰 도시로서 에드워드 참회왕이 건설한 웨스트민스터 사원과 옛 웨스트민스터 궁전이 있는 행정의 중심지였다. 또한 번영하던 런던 항구는 정착지의 지배권을 굳히기 위해 노르만군에겐 꼭 필요했다. 윌리엄 1세는 시티오브런던 외곽에 베이너즈성과 몬트피셰츠성을 건립하면서 템스강변의 추가적인 방어를 위해 옛 로마 시대 성벽의 남동쪽 구석에 임시 요새를 지었다. 이것이 런던탑의 시초가 되었다. 최초의 요새는 성을 둘러싼 목책과 해자, 윌리엄 1세를 위한 내부의 거처로 구성되었다.

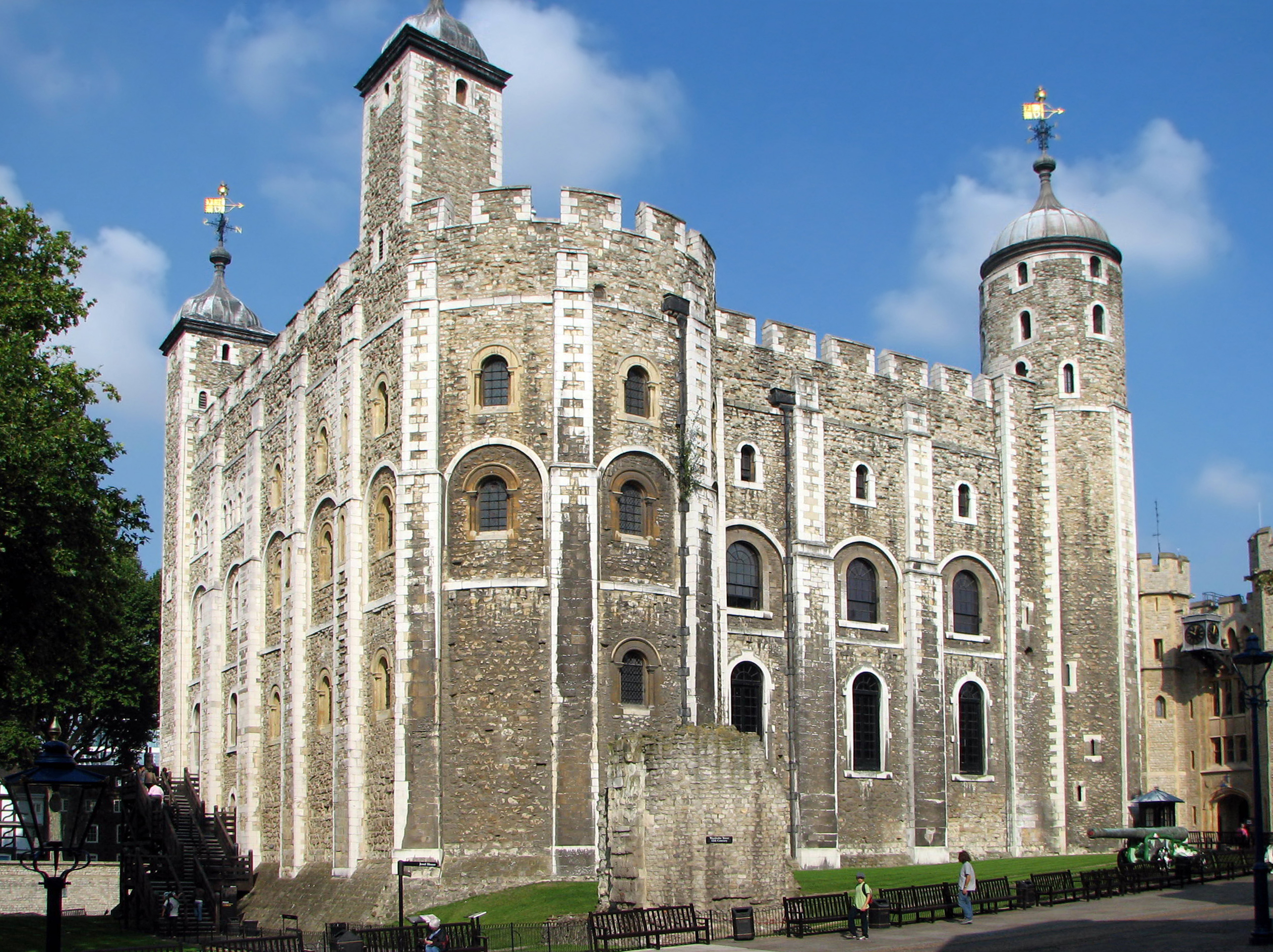
11세기 후반에 세워진 화이트 타워

초기의 노르만 성들은 대부분 목재로 지었지만 11세기 말엽엔 런던탑을 비롯한 거의 모든 성이 석재로 대체되었다. 런던탑의 화이트 타워는 1078년 건축을 시작한 것으로 생각되지만 정확한 날짜는 알 수 없다. 윌리엄 1세는 로체스터의 주교 건둘프에게 성의 축조를 일임하였지만 그가 사망한 1087년까지도 공사가 완료되지는 못하였다. 화이트 타워는 잉글랜드 최초의 석조 아성으로 당시의 성에서 가장 견고한 부분이었으며 군주의 숙소 역시 이곳에 있었다. 런던탑의 첫 죄수는 1100년 수감된 래널프 플램바드 주교이었으므로 런던탑 역시 최소한 그 무렵에는 완공되었을 것이다. 플램바드는 재임 시기에 가혹한 세금 수취로 악명이 높았다. 플램바드는 런던탑의 첫 수감자이자 처음으로 탈출한 사람이다. 그는 포도주통에 몰래 숨겨 들여온 밧줄을 이용하여 탈출하였다. 1101년 2월 2일, 플램바드는 런던탑에서 성대한 연회를 베풀고 모두 만취하자 런던탑을 빠져나갔다. 플램바드의 탈출은 뜻밖의 일이었기 때문에, 당시 한 기록자는 그가 마법을 부렸다고 비난했다.
앵글로색슨 연대기는 1097년에 윌리엄 2세가 런던탑 주위를 성벽으로 에워싸도록 지시하였다고 기록하고 있다. 이는 아마도 성의 북서측에 로마 시대의 성벽과 템스강변 사이에 설치되었던 목책을 석벽으로 교체했다는 의미일 것이다. 노르만인의 런던 정복은 지배계층의 변화뿐만이 아니라 도시 구조의 변화도 불러왔다. 옛 영주들의 토지는 몰수되어 노르만 영주들에게 다시 배분되었다. 또한 노르만인들은 재정 관련 업무를 위해 수백 명의 유대인을 데려왔다. 유대인들은 왕실의 직접적인 보호 아래 런던에 왔기 때문에, 성 근처에서는 유대인 공동체가 종종 눈에 띄었다. 유대인들은 반유대주의 폭력이 발생할 때 런던탑을 피난처로 삼았다.
1135년에 헨리 1세가 사망하자 블루아의 스티븐은 헨리 1세의 유일한 적통인 잉글랜드의 마틸다를 축출하고 왕위를 찬탈하였다. 스티븐과 마틸다가 왕위 계승을 놓고 내전을 벌이게 되자 잉글랜드는 무정부시대를 맞게 되었다. 스티븐은 프랑스에서 잉글랜드에 당도하자마자 서둘러 런던과 런던탑을 손에 넣었다. 런던탑은 전략적으로 중요한 위치에 있는 난공불락의 요새였기 때문에 가치가 매우 컸다. 당시 런던탑 무장관은 아버지의 직책을 승계한 제1대 에식스 백작 조프리 드맨더빌이었는데, 그는 자신의 지위를 이용하여 스티븐과 마틸다 사이를 오갔다. 1141년 링컨 전투의 결과 스티븐이 사로잡히게 되자 조프리는 마틸다에게 충성을 서약하였다. 그러나 같은 해 12월에 스티븐이 석방되자 조프리는 다시 돈을 받고 스티븐에게 충성을 바치기로 하였다. 조프리는 이 기회를 이용하여 “잉글랜드에서 가장 부유하고 강력한 인물”이 되었다. 조프리가 같은 수법을 또다시 시도하려고 마틸다와 비밀 회담을 갖자, 스티븐은 조프리를 체포한 뒤 성의 통제권을 포기하도록 강요했고, 자신의 가장 충실한 지지자 가운데 한 사람을 대신 그의 자리에 앉혔다. 그 전까지 런던탑 무장관 직책은 정복자 윌리엄이 자신의 측근이었던 조프리 드맨더빌을 임명한 이후 대대로 세습되었지만, 그때부터는 군주가 임명하는 자리가 되었다. 그 자리는 보통 중요한 사람에게 주어졌는데, 그는 다른 임무 때문에 항상 성에 있지 않을 수도 있었다. 비록 무장관은 여전히 성과 수비대를 유지할 책임이 있었지만, 무장관 밑에는 상당히 이른 시기부터 그 임무를 도와줄 부하인 무장 부관이 있었다. 무장관은 런던 시정에 관련된 의무도 가지고 있었다. 런던탑 무장관은 런던탑의 방어와 함께 런던시의 치안 유지와 세금 징수, 법률 시행, 질서 유지와 같은 공무도 함께 하고 있었다. 1191년에 런던 시장경의 직위가 신설되면서 시정에 관한 런던탑 무장관의 권한은 상당히 줄어들었고, 때로는 둘 사이에 마찰이 빚어진 적도 있었다.

## 증축
런던탑은 1100년 이후 리처드 1세 시기까지 건축 당시의 모습을 유지하고 있었고, 리처드가 십자군 원정을 떠나 있는 동안 잉글랜드의 내정을 담당하였던 대법관 윌리엄 롱챔프가 런던탑을 증축하였다. 파이프 롤의 기록에 따르면 1189년 12월 3일에서 1190년 11월 11일까지 이어진 런던탑 증축에는 모두 2,881파운드 1실링 10펜스의 비용이 들었다. 당시 리처드 1세가 잉글랜드에 건설한 성들의 총비용은 7,000파운드였다. 12세기 연대기 작가인 하우든의 로저는 롱챔프가 성 주위에 해자를 파고 템스강물을 끌어들여 채우려 하였으나 허사였다고 기록하였다. 롱챔프는 런던탑 무장관도 겸직하였는데 리차드 1세의 동생이자 십자군 원정 기간 동안에 잉글랜드의 섭정이었던 존과 갈등을 빚었고 롱챔프는 유사시를 대비하여 그가 할 수 있는 한 런던탑을 견고하게 구축하였다. 1191년 10월 5일 존이 롱챔프를 파면하고 재판에 세우려 하자 롱챔프는 이에 불응하고 런던탑에서 농성하였으나, 공성전을 이어가기보다 항복하는 게 더 이득이라는 생각에 3일만에 항복하였다.

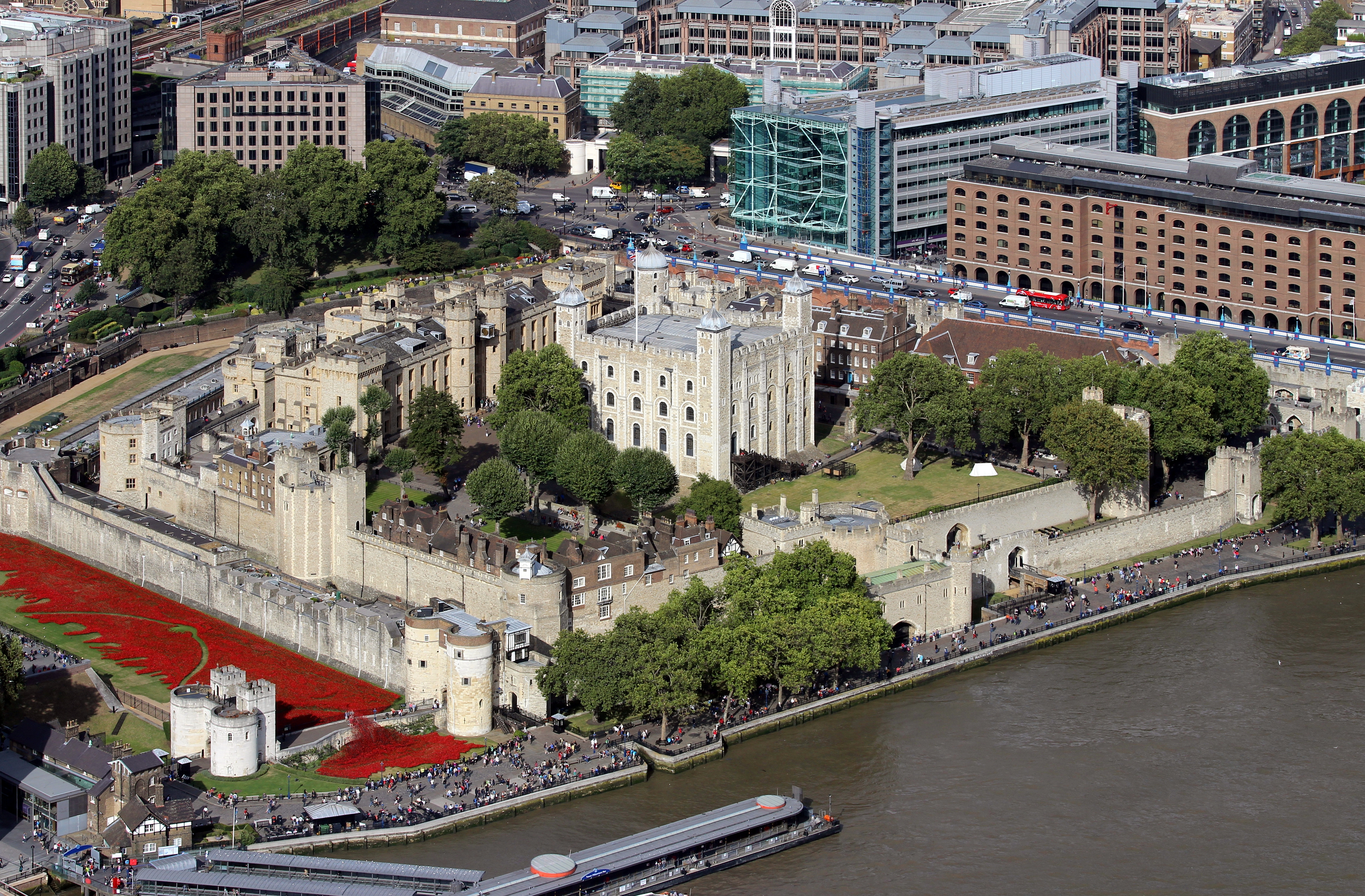
더 샤드에서 바라본 런던탑. 남쪽으로 템스강이 보인다. 외곽 성벽은 13세기에 건축된 것이다.

1199년 리처드 1세가 사망하자 존이 왕좌를 계승하였다. 존은 휘하의 봉신들에게 인기가 없었다. 1214년 존이 윈저성에 있는 동안 봉건 영주들의 군대는 로버트 피츠월터의 지휘 아래 진군하여 런던탑을 포위하였다. 런던탑은 존이 마그나 카르타에 서명할 때까지 포위되었다. 마그나 카르타의 이행과 존의 왕위를 둘러싸고 잉글랜드는 제1차 남작 전쟁이 일어나 내전을 겪게 되었으며 결국 존은 1216년 사망하고 만다. 내전은 존의 아들 헨리와 프랑스 왕가의 루이 사이의 왕위 계승전으로 전환되었다. 피츠월터는 루이의 편에 섰으며 런던탑은 여전히 피츠월터의 관할 아래 있었다. 1217년 육상과 해상에서 헨리 3세를 받드는 귀족들이 승리하자 루이는 프랑스로 철수하였다. 당시 헨리 3세의 나이는 9살이었다.
헨리 3세와 에드워드 1세가 통치하던 13세기 동안 런던탑은 더욱 확장되어 지금의 형태를 갖추게 되었다. 헨리는 런던탑을 더욱 견고한 요새이자 살기 편한 궁전으로 만들어 그곳에 거주하였다. 1216년에서 1227년까지 지속된 런던탑 증축 공사에는 거의 10,000파운드가 들었다. 비용의 대부분은 이너모스트 워드에 신축된 궁전 공사에 쓰였다. 1240년 아성의 외장을 하얗게 꾸몄고 이때부터 런던탑의 아성은 화이트 타워로 불리게 되었다.
1238년 무렵부터 런던탑은 동쪽, 북쪽, 동북쪽으로 확장되었다. 이러한 확장은 때때로 소요 때문에 중단되면서 헨리 3세 시기를 거쳐 에드워드 1세 시기까지 계속되었다. 새롭게 확장된 구역들은 템스강에 의한 방어의 이점을 살릴 수 없었기 때문에 대신 해자를 파 성벽을 격리시켰다. 동쪽 구역이 확장되면서 런던시 방벽의 일부였던 로마 시기에 세워진 옛 성벽은 런던탑의 방어 시설로 편입되었다. 런던 주민들은 오랫동안 런던탑을 억압의 상징으로 여겨왔기 때문에 헨리 3세의 성벽 증축은 대중의 지지를 받지 못하였다. 그런 이유로 런던인들은 1240년 있었던 문루 붕괴를 축하해 마지않았다. 확장 과정에서 주변의 건물들 역시 피해를 볼 수 밖에 없었고, 왕실은 런던탑 세인트캐서린 병원과 올드게이트 세인트트리니티 수도원에 그 보상으로 166파운드를 지급하였다.
헨리 3세는 종종 런던탑에서 궁정을 주재하였고 봉신들의 충성이 의심되자 최소 두 번(1236년과 1261년) 이상 런던탑에서 의회를 개회하도록 하였다. 헨리 3세가 마그나 카르타를 따르지 않자 불만에 찬 귀족들은 1258년 시몽 드 몽포르를 앞세우고 헨리 3세를 압박하여 정기 의회 개최 등을 포함한 개혁안에 동의하게 했다. 런던탑을 포기하는 것도 조건 중 하나였다. 당시 헨리 3세는 안팎으로 곤경에 처해 있었다. 그는 둘째 아들 에드워드를 위해 시칠리아를 정복하고자 하였고 교황 인노첸시오 4세와 협약하였다. 교황의 용병들이 시칠리아를 침공하면 그에 대한 비용뿐만 아니라 교황이 지고 있던 빚도 갚아주기로 한 것이다. 교황은 이 약속을 믿고 전쟁 비용으로 135,000 마르크를 사용했지만 헨리는 밀약을 맺은 지 4년이 지나도록 비용을 지불하지 않았다. 인노첸시오 4세는 약속 이행을 독촉하였다. 그러나 잉글랜드의 귀족들은 자신들의 요구를 받아들이기 전에는 헨리 3세의 전쟁 비용을 감당할 마음이 없었다. 결국 1259년 헨리는 귀족들과 옥스퍼드 조항을 맺어 행정권을 의회로 이양하였다. 1261년 용병들의 도움으로 헨리 3세는 런던탑으로 거처를 옮겼다. 귀족들과 협상이 진행되는 동안 왕은 어떤 군대의 공격도 받지 않았지만 런던탑에 틀어박혔다. 이로서 런던탑은 다시 한 번 국왕의 아성이 되었다. 1264년 국왕과 귀족들 사이에 다시 한 번 내전이 발생하였고 헨리 3세는 런던탑을 발판삼아 1265년 이브셤 전투에서 승리하였다. 반란자들을 파문하기 위해 오토부오노 추기경(훗날 교황 하드리아노 5세)이 교황 특사로 파견되었는데, 이는 큰 반발을 불러일으켰다. 추기경에게 런던탑을 통제할 권한이 주어지자 여론은 더욱 악화되었다. 1267년 4월 하트퍼드 백작 길버트 드 클레어는 런던시에 입성한 다음 런던탑을 포위했고, “런던탑의 통제권을 외국인에게 맡길 수는 없으며, 성직자에게는 더더욱 맡길 수 없다”고 선언했다. 드 클레어 백작은 많은 군사와 공성 병기를 동원하였으나 런던탑을 함락시킬 수는 없었다. 그는 군대를 물렸고 헨리 3세는 런던을 되찾았다. 이후 그의 치세 동안 런던탑은 평화로웠다.
에드워드 1세는 십자군 원정을 비롯한 많은 원정을 다녔기 때문에 런던에 있던 적은 많지 않지만 1275년에서 1285년까지 21,000파운드를 들여 런던탑을 개축하였다. 이는 헨리 3세 통치 기간 전체 동안 런던탑에 들인 돈의 두 배가 넘었다. 에드워드 1세는 런던탑을 개축하면서 자신이 십자군 원정에서 겪었던 경험을 바탕으로 공성전에 대비할 방어 시설을 지었다. 그는 웨일스의 귀네드 지역에도 많은 성들을 지었는데 궁수가 성벽 안에서 안전하게 활을 쏠 수 있도록 만든 애로 슬릿을 도입하였다. 동방의 영향을 받은 양식인 애로 슬릿은 얼마 지나지 않아 유럽의 여러 성들에 도입되었다. 성을 확장하면서 에드워드 1세는 헨리 3세 시기의 해자를 메우고 그 자리에 막벽을 세웠으며 막벽 밖에 새로운 해자를 팠다. 새 성벽엔 옹성을 갖춘 문루가 세워졌고 성의 자급력을 높이기 위해 두 개의 물레방아를 놓았다.
1278년 런던탑에는 6백 명의 유대인이 구금되었는데 그들은 은화의 테두리를 깎아내어 은을 빼돌리는 동전 깎아내기를 하다가 적발되었다. 에드워드 1세의 치세에 일어난 유대인 박해는 1276년에 시작되어 1290년에 그가 추방령을 발표하면서 절정에 달했다. 이에 따라 잉글랜드와 웨일스에 거주하던 유대인들이 추방되었다. 1279년에는 영국의 수많은 조폐국이 런던탑 안에 설립된 조폐소로 통제가 집중되고 런던 외곽의 조폐국이 축소되면서 일부 지역 및 성공회 조폐국만이 운영되었다.

## 중세 후기

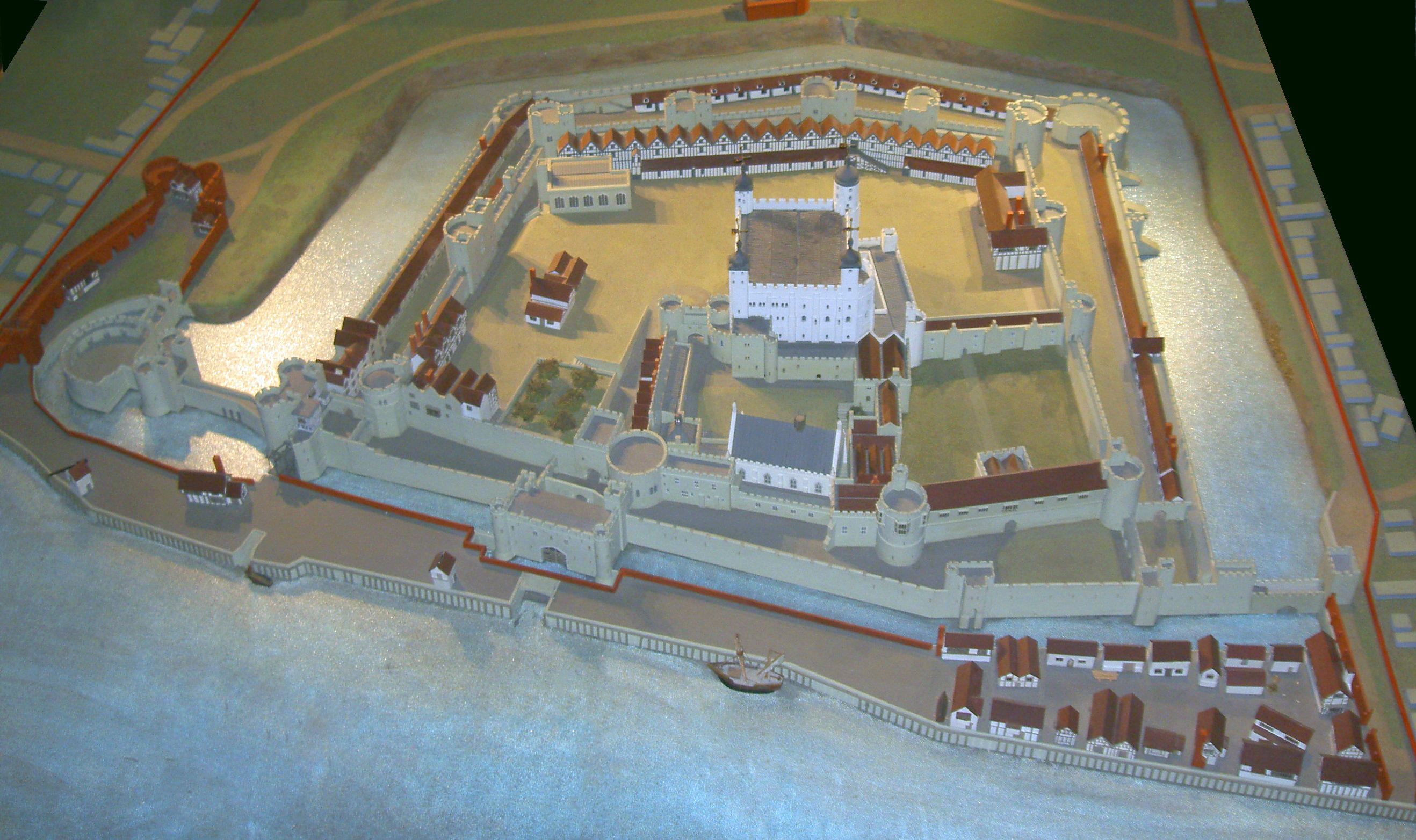
에드워드 1세 시기의 증축을 반영한 런던탑 모형

14세기 초 에드워드 2세의 치세 동안에도 런던탑에 얽힌 소소한 사건들이 있었다. 이 시기에 잉글랜드 왕실에는 왕가의 의상을 담당하는 의상서가 설치되었다. 의상서는 점차 역할이 확대되어 왕실의 무장과 보물도 관리하게 되었으며 런던탑에 사무실을 두고 상비군을 조직하였다. 당시 잉글랜드 왕실은 시종관, 상서 등의 궁정 신하들과 요리사, 집사, 말몰이꾼과 같은 시종들, 무장한 기사들, 그외 손님과 식객들로 이루어져 있었고, 수도를 정하지 않았기 때문에 런던탑을 비롯한 몇 곳의 성을 번갈아 가며 이동하는 궁정이었다.
1321년 배들즈미어 남작 부인 마거릿 드 클레어가 런던탑에 수감되어 런던탑의 첫 번째 여성 수인이 되었다. 마거릿은 에드워드 2세의 아내인 이사벨 드 프랑스의 리즈 성 입성을 거부하고 왕실 근위대를 상대로 활을 쏘게 하여 여섯 명을 죽였다. 대체로 신분이 높은 죄수들만 갇혔던 런던탑은 국왕 소유의 감옥 중 가장 중요했다. 그러나 반드시 보안이 철저한 것은 아니어서 간수에게 뇌물을 주고 탈출한 사람도 여럿 있다. 1323년 제1대 마치 백작 로저 모티머는 런던탑 내부자의 도움을 받아 탈출에 성공하였다. 런던탑에 들어간 부하들이 감방 벽에 구멍을 뚫었고 모티머는 템스강에 마련한 보트를 타고 탈출하였다. 로저 모티머는 프랑스로 망명하여 잉글랜드의 왕비 이사벨과 접선했고, 두 사람은 불륜 관계가 되어 왕을 몰아낼 계획을 꾸미기 시작했다. 1326년, 에드워드 2세에 반대하는 다른 귀족들과 함께 잉글랜드로 돌아온 모티어는 런던탑을 점령하고 수감자들을 풀어주었다. 모티머는 이사벨의 조력과 에드워드 2세의 아들 에드워드 3세의 묵인 아래 에드워드 2세의 폐위를 압박했다. 1327년 모티머는 양위를 통해 즉위한 에드워드 3세가 열다섯 살에 불과하다는 이유로 잉글랜드의 섭정이 되었지만, 1330년 에드워드 3세는 모티머를 다시 런던탑에 가두고 친정을 시작하였다. 에드워드 3세는 주변국과 크고 작은 전쟁을 계속하였는데 이 과정에서 스코틀랜드의 데이비드 2세, 프랑스의 장 2세와 같은 군주들을 포로로 잡았다. 이들은 모두 런던탑에 수감되었다. 이 시기에 런던탑에는 많은 귀족들이 포로로 갇혔다. 에드워드 2세가 런던탑이 황폐해지도록 내버려 둔 탓에, 에드워드 3세 때에 이르러 런던탑은 지내기 불편한 장소가 되었다. 에드워드 3세는 런던탑을 보수하도록 명령했다.

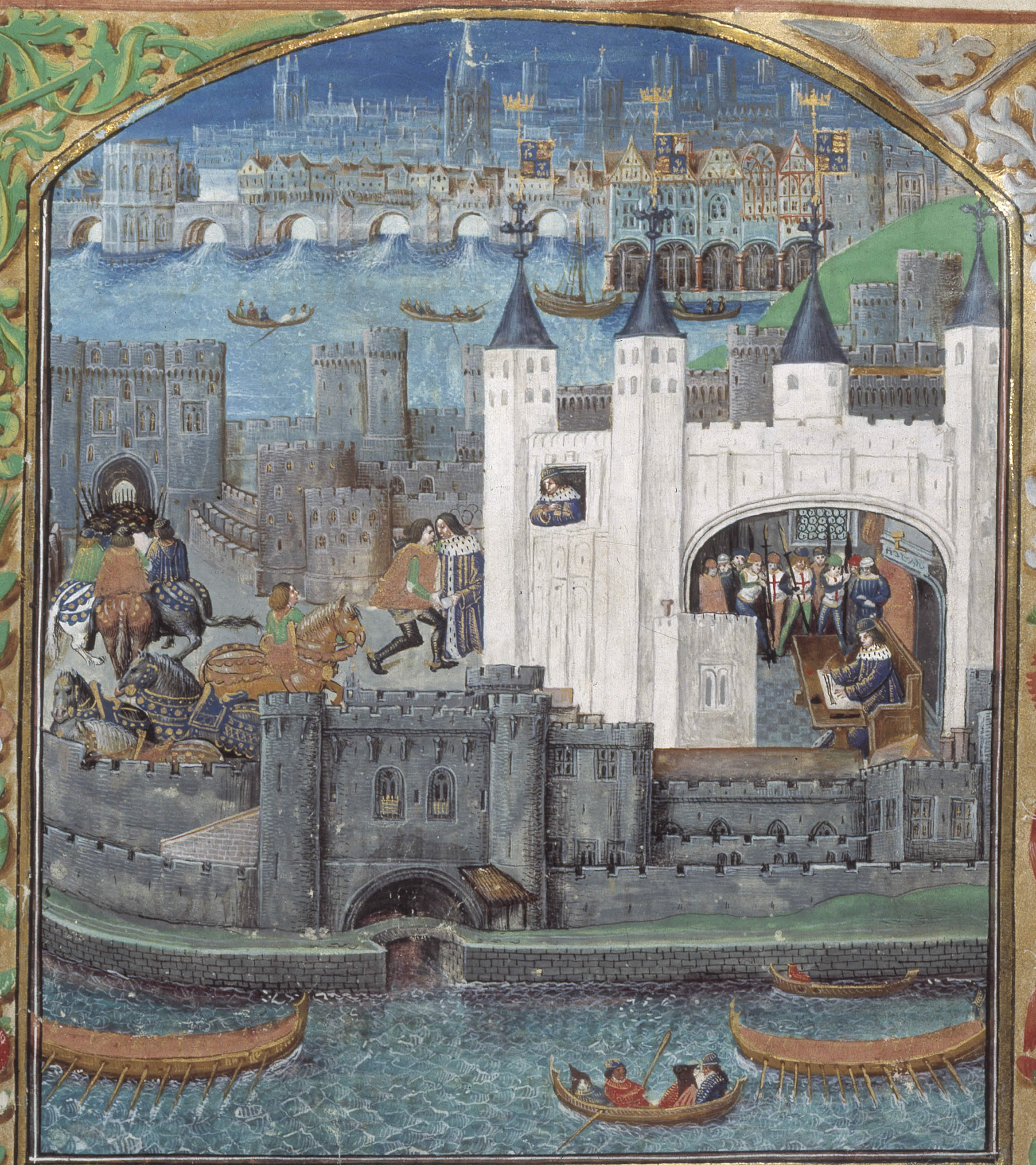
프랑스 국왕의 조카였던 샤를 1세 도를레앙 공작은 백년전쟁 중에 런던탑에 수감된 프랑스의 왕족 가운데 가장 유력한 인사였다. 15세기 후반에 그려진 이 그림은 도를레앙 공작의 수감을 묘사하면서 배경에 화이트 타워와 수문, 옛 런던 교를 묘사하고 있다.

리처드 2세는 1377년 즉위하면서 관례에 따라 런던탑에서 웨스트민스터 사원까지 행진하였다. 이 관례는 적어도 14세기 초부터 시작된 것으로 1660년까지 계속되었다. 와트 타일러의 난이 있던 때에 군주의 거처였던 런던탑은 반군에 포위되었다. 리처드 2세가 와트 타일러와 협상을 위해 런던탑을 비우고 마일엔드로 간 사이에 반군은 런던탑을 점령하고 수장고를 약탈하였다. 군중들은 런던탑에 있던 귀족과 시종들을 붙잡아 타워힐에서 참수하였다. 캔터베리 대주교 사이먼 서드버리는 성 요한 예배실로 들어가 교회의 신성함에 의지하여 목숨을 구하고자 하였으나 군중은 아랑곳하지 않고 그를 끌어내었다. 이로부터 6년 후 런던탑은 다시 시민들에게 포위되었다. 의회를 탄압하던 리처드 2세는 자신의 사촌이던 의회파 랭커스터 백작 헨리를 추방하고 그의 영지를 몰수하고자 하였으나, 1399년 오히려 의회파에 붙잡혀 화이트 타워에 연금되었다. 리처드 2세는 헨리 4세에게 왕위를 이양할 수밖에 없었다.
15세기 동안 런던탑은 건축이 별로 이루어지지 않았지만 피난처로서 중요한 역할을 했다. 죽은 리처드 2세의 추종자들이 주현절 반란을 일으키자 헨리 4세는 런던탑으로 피신하였다. 이 시기에 런던탑에는 많은 귀족들이 수감되었는데 나중에 스코틀랜드의 왕이 되는 제임스 1세는 1406년 프랑스를 여행하다 납치되어 런던탑에 갇혔다. 헨리 5세가 백년 전쟁을 일으킨 뒤 아쟁쿠르 전투에서 승리하자 런던탑은 많은 프랑스 귀족 포로들을 수감하게 되었다.
15세기 중후반에 잉글랜드 왕위를 놓고 랭커스터가와 요크가 사이에 장미 전쟁이 일어났다. 1460년 런던탑은 장미 전쟁의 여파로 다시 한 번 포위되었다. 이번에 탑을 포위한 것은 요크가의 군사들이었다. 런던탑은 포격을 받아 피해를 입었으나 함락되지 않다가 노샘프턴 전투에서 헨리 6세가 사로잡힌 뒤에야 항복하였다. 1470년 “킹메이커”로 불리던 워릭 백작 리처드 네빌의 도움으로 헨리 6세는 잠시나마 다시 왕좌를 차지했으나 얼마 지나지 않아 에드워드 4세가 통치권을 되찾았고 헨리 6세는 런던탑에 구금되었다. 확실치는 않으나 헨리 6세는 아마도 런던탑에서 살해된 것으로 여겨진다. 장미 전쟁 기간 동안 런던탑은 포격을 버틸 수 있도록 요새화되었고 대포와 총을 쏠 수 있도록 총안이 설치되었다.

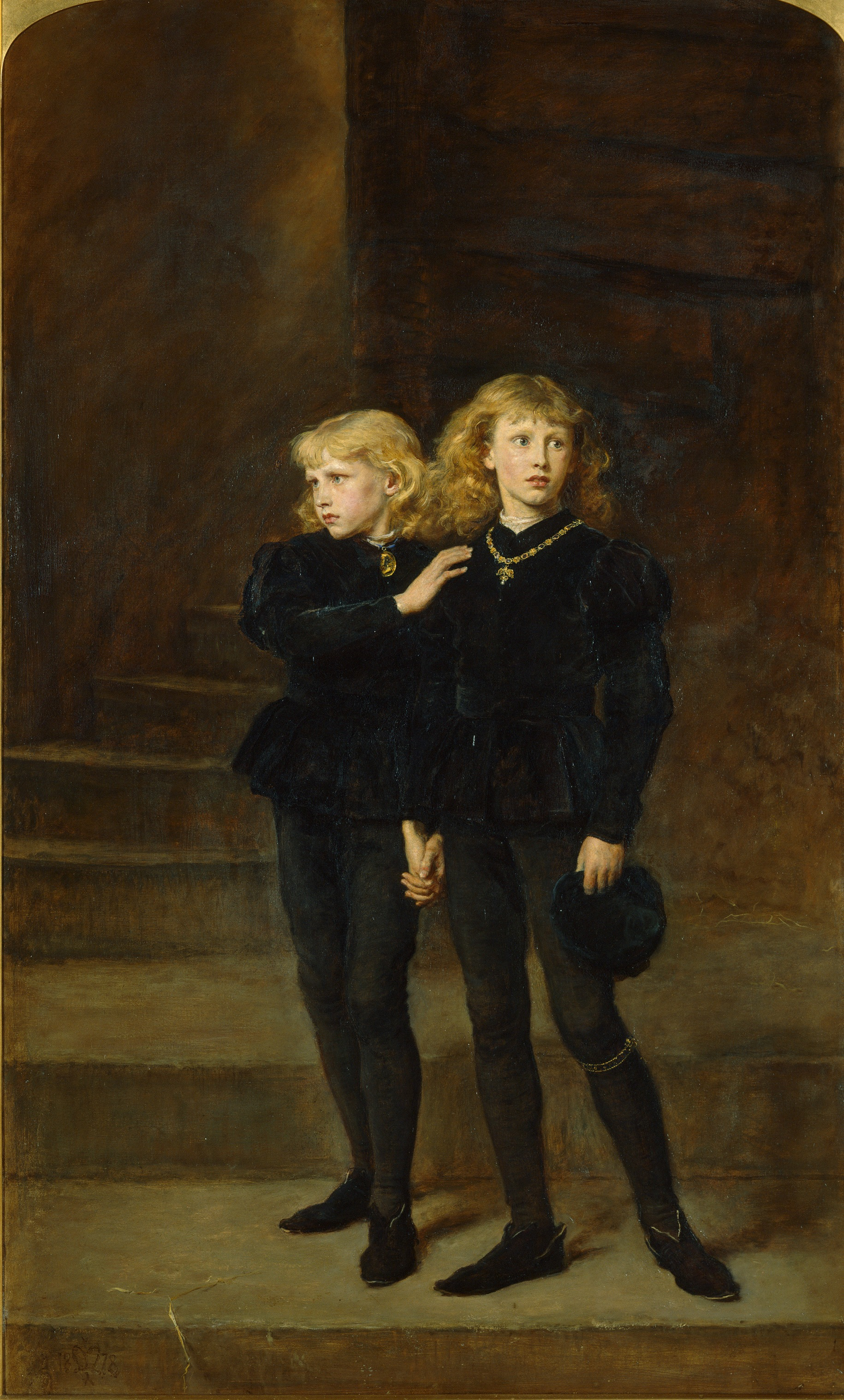
1483년 수감된 《런던탑의 두 왕자》, 1878년 존 에버럿 밀레이 작품

1483년 에드워드 4세가 죽은 지 얼마 지나지 않아 런던탑의 두 왕자가 살해되었다는 소문이 삽시간에 번졌다. 이는 런던탑에 얽힌 가장 악명높은 사건 중 하나다. 에드워드 4세의 뒤를 이어 에드워드 5세가 왕위에 오르자 그의 삼촌 글로스터 공작 리처드는 왕이 너무 어리다는 이유로 스스로 호국경에 올라 섭정이 되었다. 당시 12세의 에드워드 5세는 동생 리처드와 함께 런던탑에 연금되었으며 1483년 6월 행방이 묘연해졌다. 글로스터 공작 리처드는 새로 왕위에 올라 리처드 3세가 되었다. 그 해 여름 에드워드 5세와 그의 동생이 리처드 3세에 의해 살해되었다는 소문이 번져나갔다. 1674년 화이트 타워 출입문 인근의 12세기에 지어진 건물 근처 3m(10피트) 깊이의 땅 속에서 인골이 발견되자 이러한 소문은 더욱 사실로 받아들여졌다. 그러나 현대의 고고학 발굴 결과 인골이 발견된 층은 로마 시대의 무덤 자리로 밝혀졌다. 1485년 헨리 튜더는 보즈워스 전투에서 리처드 3세를 죽이고 헨리 7세로서 왕위에 올라 튜더 왕조를 열었다.

## 근세 이후
튜더 시대가 시작되면서 런던탑은 점차 왕궁으로 쓰이지 않기 시작했다. 16세기 연대기 작가 래피얼 홀린제드는 “런던탑은 왕이나 여왕이 머무르는 궁전보다는 무기고이자 군수 창고, 죄수의 구금처”로 사용되었다고 기록하였다. 헨리 8세는 1485년에서 1500년까지 런던탑을 열네 번 방문했는데 대체로 한번에 일주일 넘게 머무르지 않았다. 왕실 경비대인 요맨 워더스(Yeoman Warders)는 늦어도 1509년 무렵 창립되었다. 헨리 8세 치세 동안 런던탑은 방어력을 보강하기 위해 보수되었다. 1532년 토머스 크롬웰은 3,593파운드를 들여 탑을 보수하였고 이를 위해 캉에서 들여온 3천 톤의 석재가 사용되었다. 그렇게 하였어도 런던탑은 새롭게 대두한 공성 무기인 대포의 화력을 견딜 수 있을 정도의 견고함을 갖추지는 못하였다. 탑의 방어 시설은 보수되었지만 궁전 건물들은 헨리 8세의 죽음 이후 방치되었다. 시간이 지나면서 궁전은 더 이상 거처로 사용할 수 없을 정도로 쇠락하였다. 1547년 이후 런던탑은 그 정치적·역사적 상징성이 중요하게 여겨질 때를 제외하면 국왕의 처소로 쓰이지 않았다. 예컨대 에드워드 6세, 메리 1세, 엘리자베스 1세는 모두 대관식 직전에만 잠깐 런던탑에 머물렀다.
16세기에 런던탑은 음산하고 불길한 감옥이라는 악명을 얻었다. 다양한 인물들이 런던탑에 갇혔지만 대개는 고위층 죄수였고 구금 기간도 길지 않았다. 평민을 위한 감옥은 다른 곳에도 이미 많았기에 평민이 런던탑에 갇히는 일은 잘 없었다. 흔히 생각하는 것과 달리 고위층 죄수들은 런던탑 무장 부관을 통해 질 좋은 음식이나 태피스트리 등을 구입할 수 있었고 비교적 편안한 대우를 받았다. 요맨 워더스는 왕실 경호대로 시작되었으나 16세기에서 17세기 사이 그들의 주요 임무는 런던탑의 수인을 감시하는 것이었다. 평민들이 주로 수감되던 런던 시내의 플릿 교도소에서 빈번히 발생한 전염병에 수인들이 죽어 나간 것에 비하면 런던탑은 비교적 편안하고 안전한 곳이었다. 월터 롤리는 심지어 수감 기간 동안 가족을 런던탑에 불러들였고 거기서 아들도 태어났다. 모든 성이 그렇듯이 원래 런던탑에 죄수를 가두는 일은 어쩌다 있는 일이었기 때문에, 1687년 화이트 타워 북서쪽에 “병사 감옥”이 세워지기 전까지 런던탑에는 별도의 감옥이 없었다. 16세기에는 수장령에 반대한 사람들이 대거 런던탑에 구금되었고, 19세기에는 여러 명의 낭만주의자들이 런던탑에 수감되었다. 앤 불린 역시 런던탑의 수인이었다.
런던탑의 감옥 이미지는 과장된 측면이 없지 않지만 16세기에서 17세기 사이 종교적·정치적 이유로 런던탑에 갇힌 수인의 수는 절정에 달했다. 고문 시행에는 추밀원의 허가가 필요했기 때문에 자주 이루어지진 않았지만, 1540년에서 1640년까지 런던탑 수인에 대한 고문은 48건이 기록되어 있다. 대표적인 고문 도구는 랙, 스캐빈저의 딸, 수갑과 족쇄 같은 것이었다. 사지를 잡아 늘리는 고문 도구인 랙은 1447년 당시 런던탑 무장관이었던 엑서터 공작이 잉글랜드에 들여왔기 때문에 엑서터 공작의 딸이란 별칭이 붙었다. 윌리엄 스케핑턴(William Skeffington)이 런던탑에 들여왔다고 하는 스캐빈저의 딸은 수인의 목과 손목 발목을 연결하는 A자 모양의 구속 도구로 이를 착용하면 몸을 제대로 펼 수 없어 구부린 자세가 되었고 오래 방치되면 코와 귀로 피를 흘렸다. 1605년 화약 음모 사건의 주동자 가이 포크스 역시 런던탑에서 고문을 받았다. 런던탑의 수인에 대한 사형 집행은 주로 런던탑이 아니라 그 북쪽의 타워힐에서 이루어졌는데 400년 동안 112명의 사형이 여기서 집행되었다. 드물긴 하지만 런던탑 내부의 타워 그린 역시 처형 장소로 쓰였는데 20세기가 되기 전에 이곳에서 처형된 수인은 서퍽 공녀 제인 그레이를 포함하여 7명이었다. 타워 그린은 공개 처형이 위험하다고 여겨진 수인들을 처형할 때만 쓰였다. 1554년 2월 12일 제인 그레이의 사형 집행 이후 메리 1세는 자신의 동생인 엘리자베스를 토머스 와이엇의 반란에 연루되었다는 혐의로 런던탑에 가두었다. 엘리자베스는 훗날 엘리자베스 1세가 되었다.

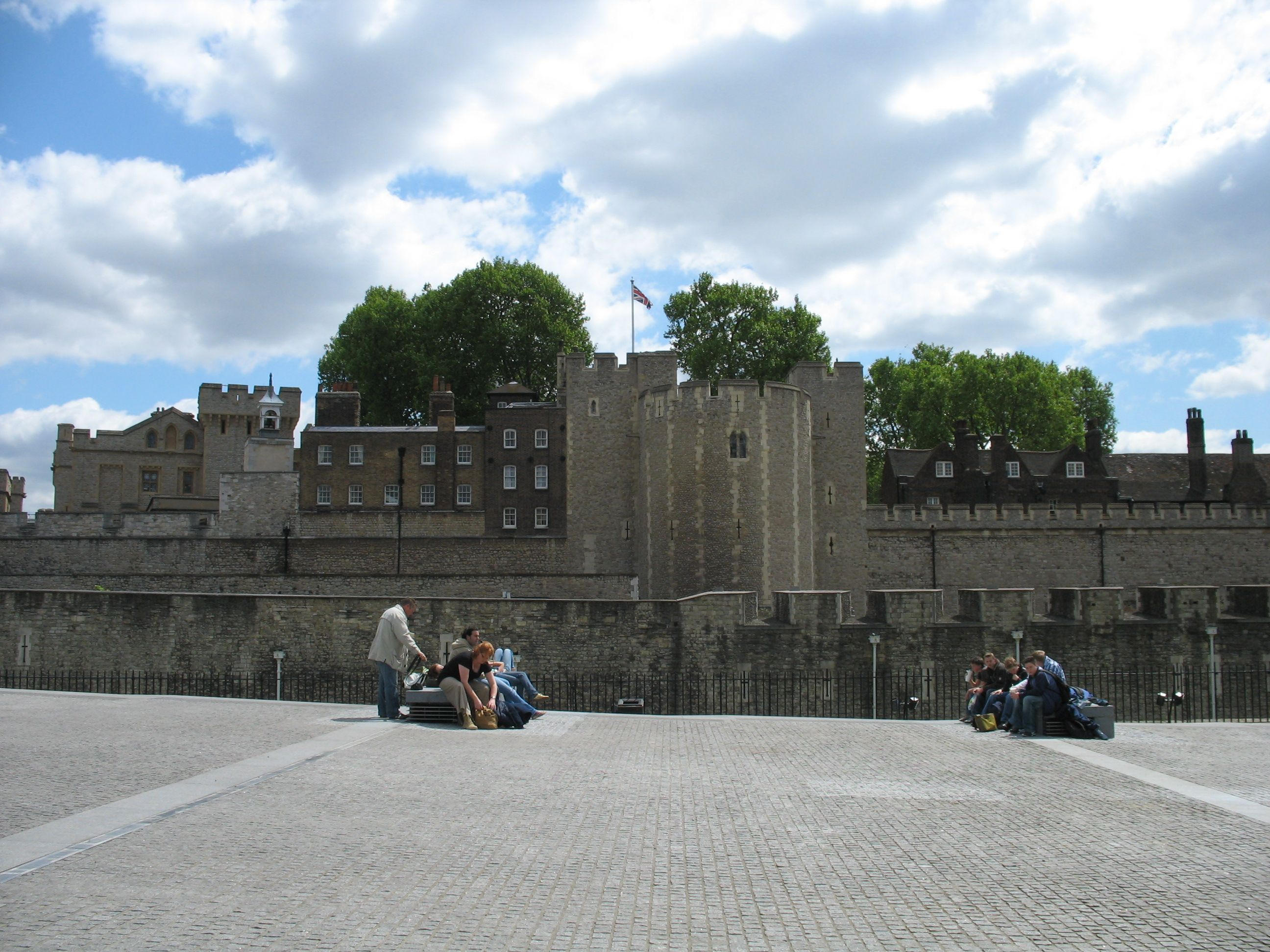
런던탑 북쪽의 타워힐은 400년 동안 112명의 사형을 집행한 사형장이었다.

15세기에 들어 군수품 사무소와 무기 관리 사무소가 설치되어 이전까지 경비대가 담당하던 왕실 보물에 대한 경비 업무를 인수하였다. 1661년 이전까지 잉글랜드에는 상비군이 없었고 전시에만 직업 군인들을 고용하였다. 17세기에 들어 왕립 무기고와 군수품 위원회가 설립되어 상비군을 위한 보급을 확보하였다. 군수품 위원회는 화이트 타워에 사무실을 두고 주변 건물을 비축 창고로 사용하였다. 1885년 위원회가 해산되고 그 업무는 1869년 위원회가 쓰던 자리에 설립된 전쟁성 산하의 왕립 육군 보급대가 이어받았다.
찰스 1세와 의회 사이의 갈등이 증폭되자 1640년 런던의 민병대는 런던탑으로 주둔지를 옮겼다. 런던탑은 만일의 사태에 대비하여 포대를 구축하였으나 잉글랜드 내전 기간 동안 런던탑에서 전투가 벌어지지는 않았다. 1642년 찰스 1세는 다섯 명의 의원을 체포하려다가 실패하자 런던을 탈출했다. 한편 런던탑의 민병대는 의회파로 돌아섰고 무장 부관 존 바이런은 왕의 허락을 얻어 런던탑을 포기하였다. 이로서 의회파는 내전 기간 동안 런던탑의 통제권을 쥐게 되었다.
1661년 찰스 2세의 대관식에서도 관례에 따라 런던탑에서 웨스트민스터 사원까지의 행진이 있었지만 당시 런던탑은 이미 쇠락하여 더 이상 밤을 지내기 어려운 곳이 되었다. 스튜어트 왕가의 군주들은 주로 군수품 사무소의 지원 하에 런던탑의 건물들을 개축하였다. 1663년 4,000파운드를 약간 상회하는 비용을 들여 새로운 창고를 지었고 이너 워드에 세워진 이 건물은 오늘날 새 무기고로 불린다. 17세기에 들어 런던탑을 당시 군사 요새의 전형적 양식이었던 성형요새로 개조하려는 계획이 있었지만 실행에 옮겨지지는 않았다. 1670년 군사들을 위한 병영인 아이리시 배럭이 추가되었다.

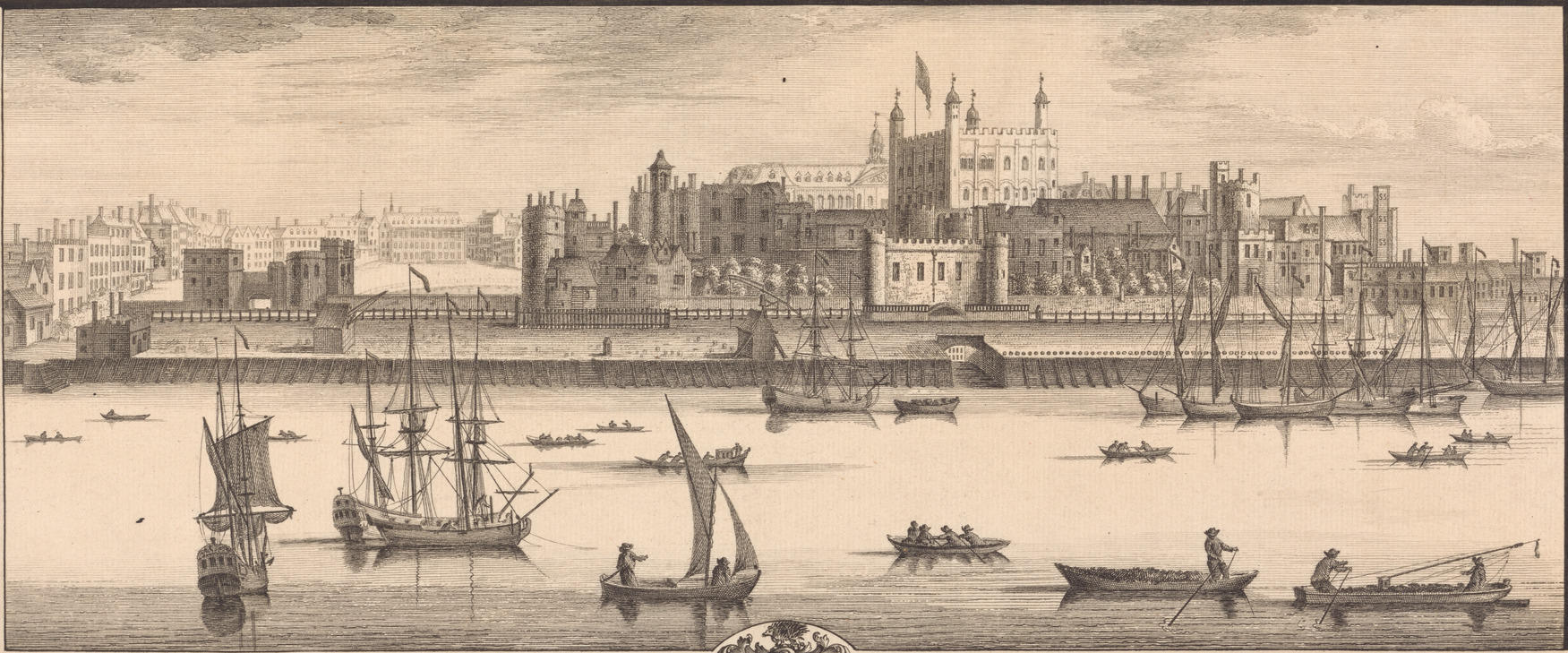
런던탑을 묘사한 1737년의 판화. 새뮤얼 벅과 너새니얼 벅 형제의 작품

하노버 왕조는 왕위에 오른 뒤 불확실한 정세와 스코틀랜드에서 반란이 일어날 가능성을 염두에 두고 런던탑을 보수했다. 스튜어트 시대에 만들어진 포대는 퇴락해 있었다. 대포의 수는 118문에서 45문으로 줄어 있었고, 당대의 어느 논평가는 런던탑이 “공성전을 준비한 군대를 상대로 스물네 시간도 버티지 못할 것”이라고 평했다. 1774년 옹성을 갖춘 문루가 남쪽 아우터 워드의 해자 건너편에 추가되었다. 1830년 런던탑 무장관이었던 웰링턴 공작 아서 웰즐리는 해자에 쌓인 흙을 퍼냈지만 경비 부대에 대한 물 공급을 고려하지 않아 문제가 생겼다. 1841년에는 물 공급이 부족해지면서 부대 안에 전염병이 돌아 사망자가 발생하게 되자 해자의 썩은 물을 비우고 다시 흙으로 채워 넣게 되었다. 이 작업은 1843년에 시작되어 2년 후에 끝났다. 1845년에는 1천 명을 수용할 수 있는 병영인 워털루 배럭이 화이트 타워 북동쪽에 건립되었다. 이 건물은 오늘날 왕립 수발총대의 본부로 사용되고 있다. 1828년에서 1858년까지 차티즘의 열기가 달아오르자 소요를 우려하여 런덥탑을 다시 요새화하자는 요구가 있었다. 이것은 군사적 용도로 런던탑을 대규모로 보수한 마지막 사례였다. 현재까지 보존된 포대와 총기 사용을 위한 시설은 대부분 이 시기의 것이다.
제1차 세계 대전 시기에는 간첩 혐의로 11명이 런던탑에서 처형되었다. 제2차 세계 대전 시기에 런던탑은 다시 한 번 전쟁 포로를 수용하게 되었다. 아돌프 히틀러의 지도자대리였던 루돌프 헤스는 1941년 5월 10일에 화평안을 제안한다는 이유로 직접 비행기를 몰고 영국으로 건너왔으나 체포되었다. 그는 4일 동안 런던탑에 구금되었다. 헤스는 런던탑에 구금된 마지막 국사범이었다. 런던탑에서 마지막으로 처형된 사람은 독일의 간첩인 요제프 야콥스로 1941년 8월 15일에 총살되었다. 2차 대전은 런던탑이 요새로 사용된 마지막 시기이다. 바다사자 작전으로 독일군의 영국 침공이 예상되자 런던탑은 인근의 창고, 왕립 조폐국과 함께 런던의 최후 방어 기지로 선정되었다.

## 복원과 관광

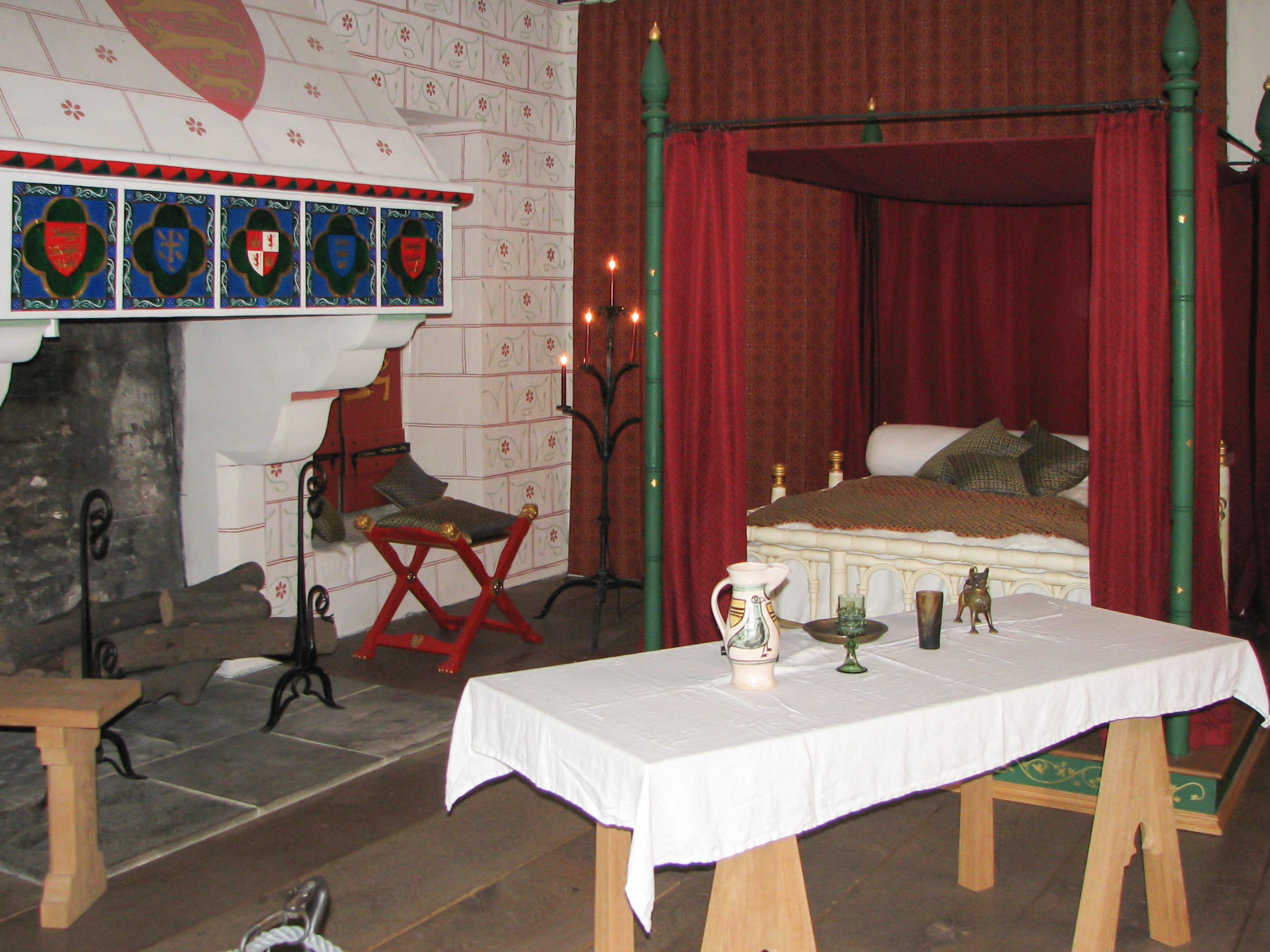
배신자의 문 근처의 토머스 타워에 에드워드 1세의 침실을 복원한 모습

런던탑은 오늘날 영국에서 가장 인기있는 관광지 가운데 하나이다. 런던탑에서는 과거 왕가의 생활 모습을 살필 수 있고 무장을 비롯한 전시품을 관람할 수 있다. 1699년 이후로 영국의 대관보기 역시 대중에게 공개되어 있다. 런던탑은 19세기부터 이미 외국인 관광객을 끌어들였다. 19세기 말 무렵 연간 방문객은 50만 명에 달했다.
18세기에서 19세기를 거치는 동안 다른 용도로 사용되면서 런던탑의 궁전 건물들은 하나둘 용도가 바뀌거나 철거되어 원형 그대로 남은 것은 웨이크필드 타워와 토머스 타워 둘뿐이었다. 18세기에는 잉글랜드 중세 시기에 대한 대중의 관심이 증가하고 고딕 복고 건축 운동이 일어났다. 1825년 화이트 타워 남측에 새 기병 무기고가 이 양식에 따라 세워짐으로써 런던탑도 그 영향을 받게 되었다. 다른 건물들도 그 양식에 맞추어 개축되었고 워털루 배럭은 “15세기 고딕 성곽 양식”이라 불리게 되었다. 1845년에서 1885년 사이에 왕립 조폐국과 같은 기관들은 수백 년간 사용하던 런던탑의 사무소를 떠나 다른 곳으로 이전했고, 그에 따라 비게 된 중세 이후 건물들 중 다수는 철거되었다. 1855년에 군수품 사무소의 무기 제작 및 보관 업무가 전쟁성으로 이관되면서 군수품 사무소는 단계적으로 런던탑에서 철수하였다. 같은 시기에 대중 사이에서는 런던탑의 역사에 대한 관심이 크게 늘었다.
19세기 영국의 역사 소설가 윌리엄 해리슨 에인즈워스가 쓴 《런던탑: 역사적 로맨스》는 런던탑에 대한 대중적 관심에 불을 지폈다. 그는 런던탑의 지하를 고문실과 고문도구가 가득한 곳으로 생생하게 묘사하였고 이는 대중적인 고정 관념이 되었다. 해리슨은 런던탑의 역사에서 또 다른 역할도 했는데, 16세기에서 17세기 사이의 죄수들의 수감 생활을 알 수 있도록 뷰챔프 타워를 공개하자고 제안하였다. 그의 제안은 이후 런던탑 리모델링에 큰 영향을 미쳤다. 중세 건축 전문가였던 앤서니 샐빈은 앨버트 공의 의뢰를 받아 런던탑의 리모델링을 진행하였으며 존 테일러가 그의 작업을 이어받았다. 테일러는 충분히 중세적이지 않다고 판단한 런던탑의 건물들을 무자비하게 철거하였다. 그 결과 역사적 중요성을 가진 몇몇 건물들과 중세 이후의 내부 장식들이 헐려나갔다.

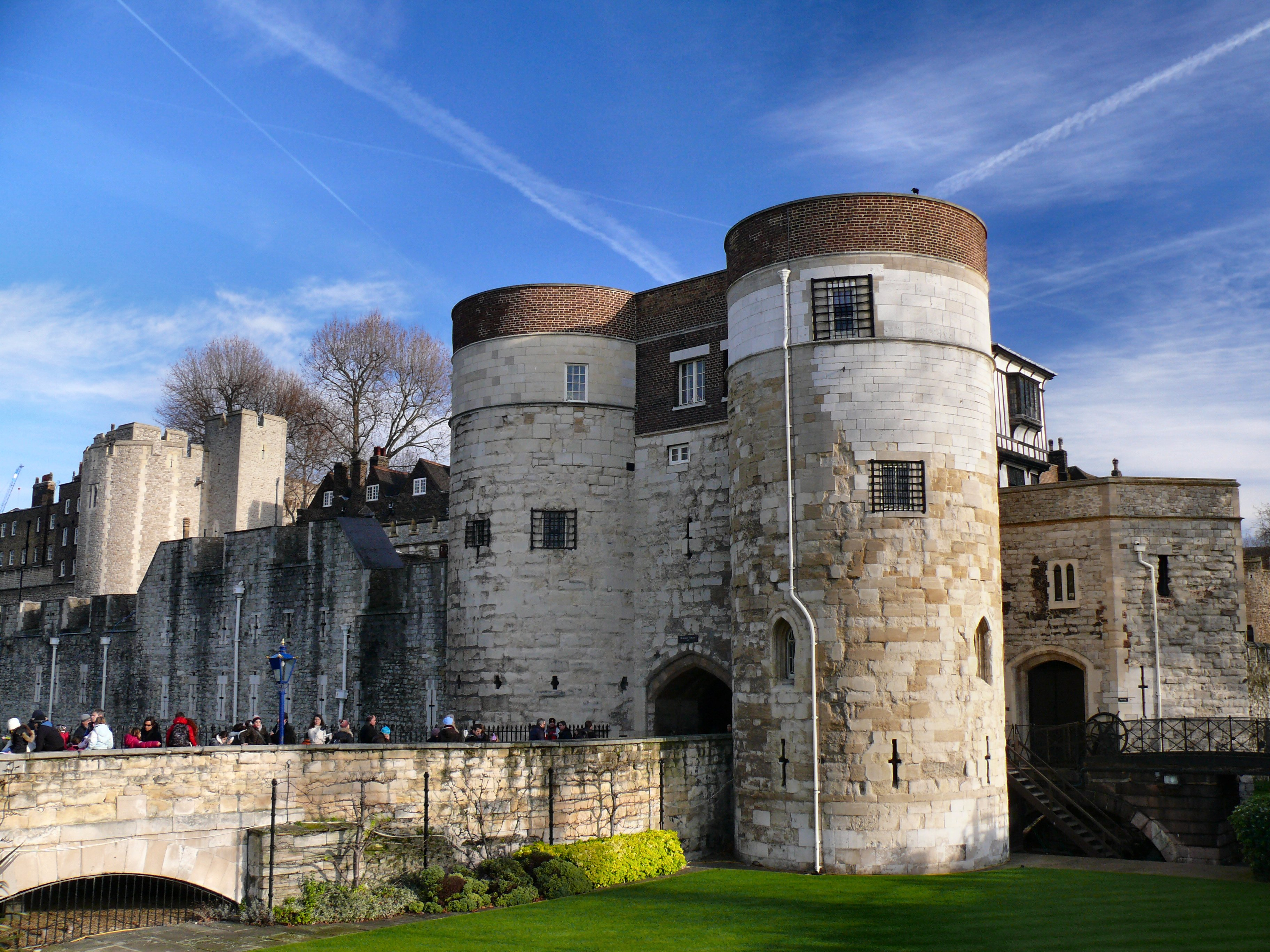
런던탑의 주출입문

제1차 세계 대전 때 런던탑에는 오직 한 발의 폭탄이 해자에 떨어졌을 뿐이지만, 2차 대전 때에는 폭격으로 많은 피해를 받았다. 1940년 11월 23일의 영국 대공습으로 런던탑 안의 건물 몇 채가 파괴되었고 화이트 타워는 간발의 차이로 파괴를 모면했다. 전쟁 이후 런던탑은 폭격으로 받은 피해를 복구하고 다시 대중에게 공개되었다.
1974년 화이트 타워의 박격포 방에서 폭발이 일어나 한 명이 죽고 41명이 다쳤다. 누군가 전시된 중세 시대 대포 안에 폭약을 넣고 폭발시켰다. 범인은 밝혀지지 않았으나 경찰은 아일랜드 공화국군 임시파가 배후일 수 있다 보고 수사를 진행했다.
21세기에 들어 런던탑의 주된 기능은 관광이 되었다. 왕립 수송대가 수행하던 일상적인 군사 활동은 20세기 후반에 축소되고 성 밖으로 옮겨졌다. 그러나 런던탑은 여전히 왕립 수총연대의 본부로 사용된다. 런던탑은 수총연대의 전신인 왕립 수총대의 유물을 전시하고 있다. 버킹엄 궁의 퀸즈 가드 파견 분대 역시 요맨 워더스와 함께 런던탑의 근위대로 복무하고 있으며 매일 수문장 교대 행사인 열쇠 의례를 한다. 여왕의 생일과 같은 왕실 기념일에는 영예로운 포병대대가 런던탑에서 축포를 쏜다.

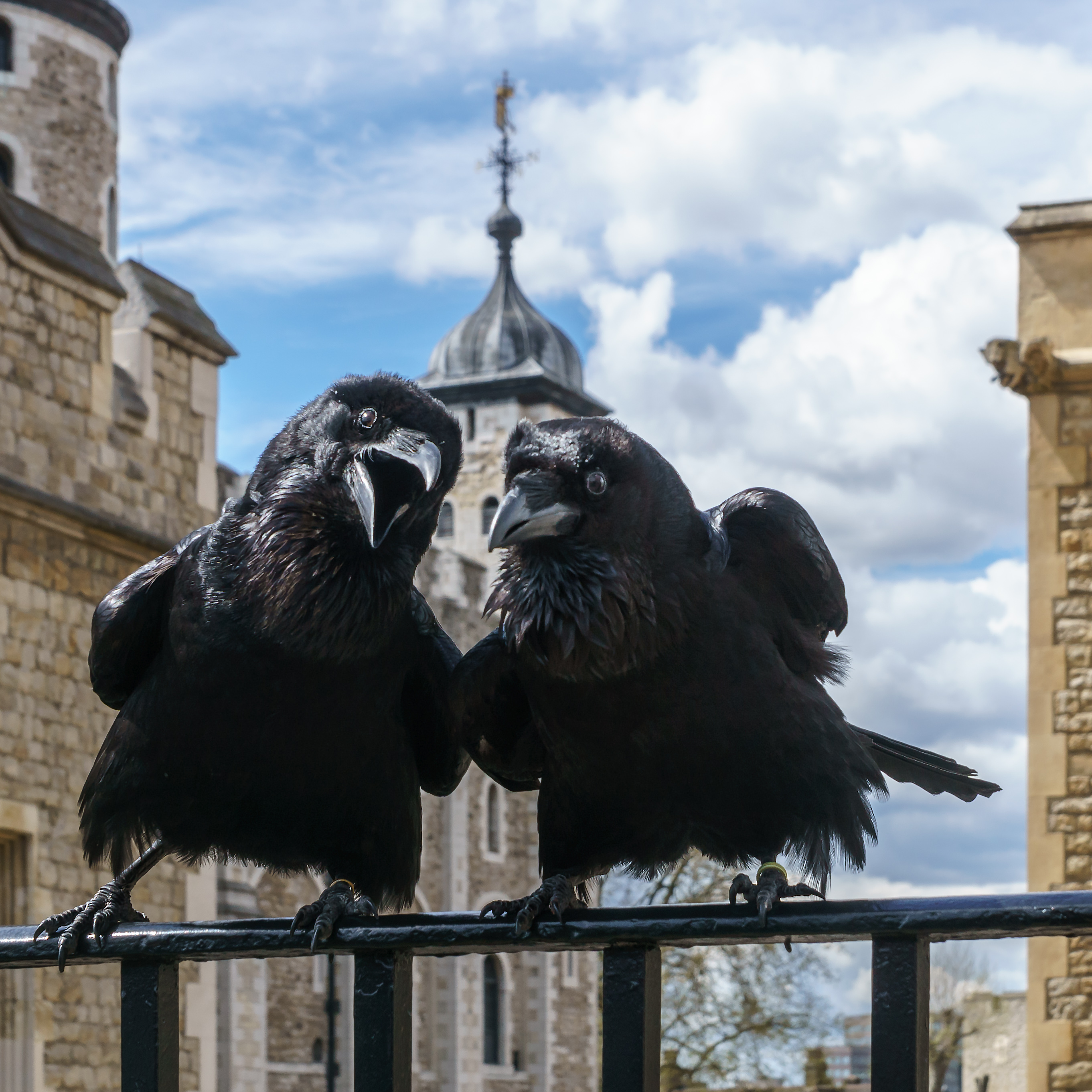
런던탑의 까마귀

1990년부터는 정부나 왕실의 지원을 받지 않는 독립적 공익 단체인 히스토릭 로열 팰리시스가 런던탑을 관리하고 있다. 유네스코는 1988년 런던탑을 세계문화유산에 등재하였다. 하지만 인근에 건축된 초고층 건축물들이 악영향을 주고 있어 런던탑은 유네스코의 위험에 처한 세계유산 목록에도 이름을 올리게 되었다. 2006년에는 남아 있는 중세 시기 공간도 개방되어 방문객들은 내부의 방들도 관람할 수 있게 되었다. 오늘날에도 런던탑의 최고 책임자는 런던탑 무장관이지만, 실질적인 관리는 런던탑 판무관 겸 수장고 관리관이 수행하고 있다.
속설에 따르면 만일 런던탑의 까마귀들이 모두 사라지면 왕국이 무너진다고 한다. 이에 따라 런던탑에서는 적어도 6마리의 까마귀를 항상 데리고 있다. 이 까마귀들은 요맨 워더스 중 한 사람인 까마귀 관리관(Ravenmaster)이 보살핀다. 런던탑의 까마귀가 그려진 그림들은 늦어도 1883년부터 등장하기 시작했다. 요맨 워더스는 매일 수문 의례를 펼치고 런던탑 주위의 경비를 맡고 있다.
2019년에 런던탑 방문객은 290만 명이 넘었다.

## 왕관과 보주

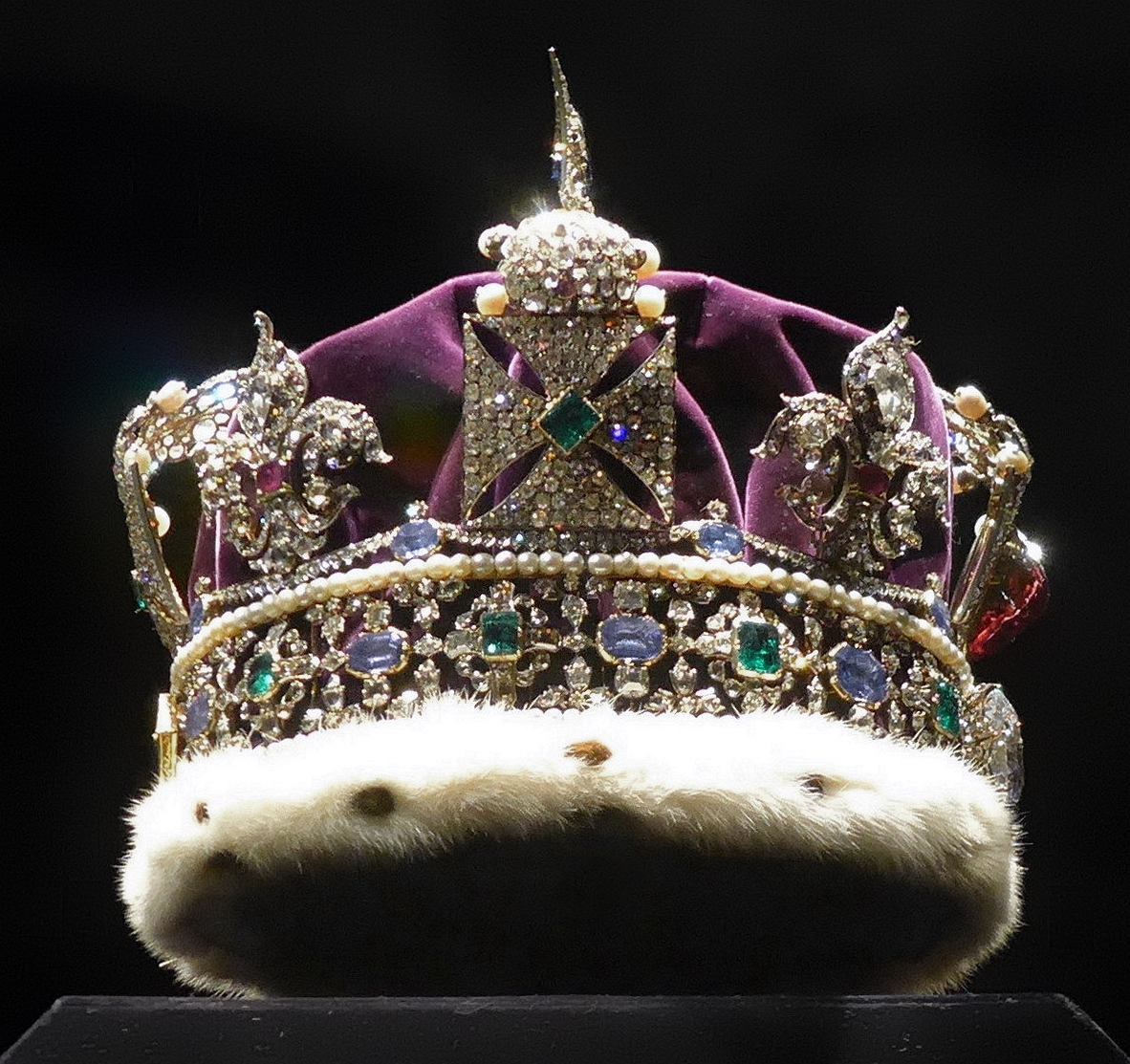
영국의 제국관 (옆모습)

런던탑이 왕관과 보주의 수장고로 쓰여 온 전통은 헨리 3세까지 거슬러 올라간다. 수장고에는 왕권을 상징하는 왕관과 보주, 보석, 왕홀, 검 등이 보관된다. 헨리 3세는 정부와 독립된 왕실의 재원 관리를 위해 수장고를 마련하고 관리관을 임명하였다. 관리관의 보수는 높았는데 에드워드 3세 시기에 매일 12펜스를 급여로 받았다. 관리관의 업무는 점차 늘어나 나중에는 왕실 소유의 금은보석을 구입하고 왕실 금세공인과 보석세공인을 고용하는 업무까지 맡았다.
잉글랜드 내전이 한창이던 1649년 크롬웰은 수장고의 귀금속을 조폐국으로 가져가 녹인 뒤 동전으로 만들어 버렸다. 이 과정에서 왕관 역시 통째로 녹여졌다고 한다. 1660년 왕정이 복고되었을 때 수장고에 남은 것은 12세기에 제작된 은수저 하나와 의례용 검 세 자루뿐이었다(팔려나간 물건 중 일부는 이후 왕실에 반환되었다). 옛 보기들에 대해 자세한 기록이 남아 있었던 덕분에, 찰스 1세 시기의 그림을 바탕으로 1661년 찰스 2세의 대관식을 위해 새로 만들 수 있었다. 다만 보주는 왕실의 남은 재산이 부족하여 구입할 수 없었기 때문에 대여해야 했다.
1669년에는 기존의 수장고가 철거되었고 마틴 타워가 새로운 수장고가 되어 1841년까지 사용되었다. 이곳에서 대중은 돈을 내고 왕관과 보주를 관람할 수 있었다. 1671년 스스로를 “대령”이라 칭하던 토머스 블러드는 이를 이용해서 수장고에서 왕관과 보주를 훔쳤다. 블러드와 공모자들은 목사로 위장하여 여러 차례 런던탑에 들어가 수장고 관리인의 환심을 샀고, 기회가 보이자 관리관을 결박하고 재갈을 물린 뒤 제국관과 보주, 홀을 훔쳐내었다. 그러나 뜻밖에 관리관의 아들이 나타나 그들을 발견하고 경종을 울렸다. 블러드는 말을 타고 런던탑을 빠져나가려 하였으나 실패하였다. 이 과정에서 왕관과 대부분의 보물이 회수되었지만 보석 몇 개는 결국 찾지 못하였다.
1994년부터 워털루 블록의 수장고에서 왕관과 보주를 대중에게 전시하고 있다. 23,578점의 보석, 영국의 제국관, 8백년 된 대관식 의례용 숟가락, 웨스트민스터 사원의 대관식에서 사용되는 성 에드워드 왕관과 같은 보물을 관람할 수 있다.

## 왕립 머내저리

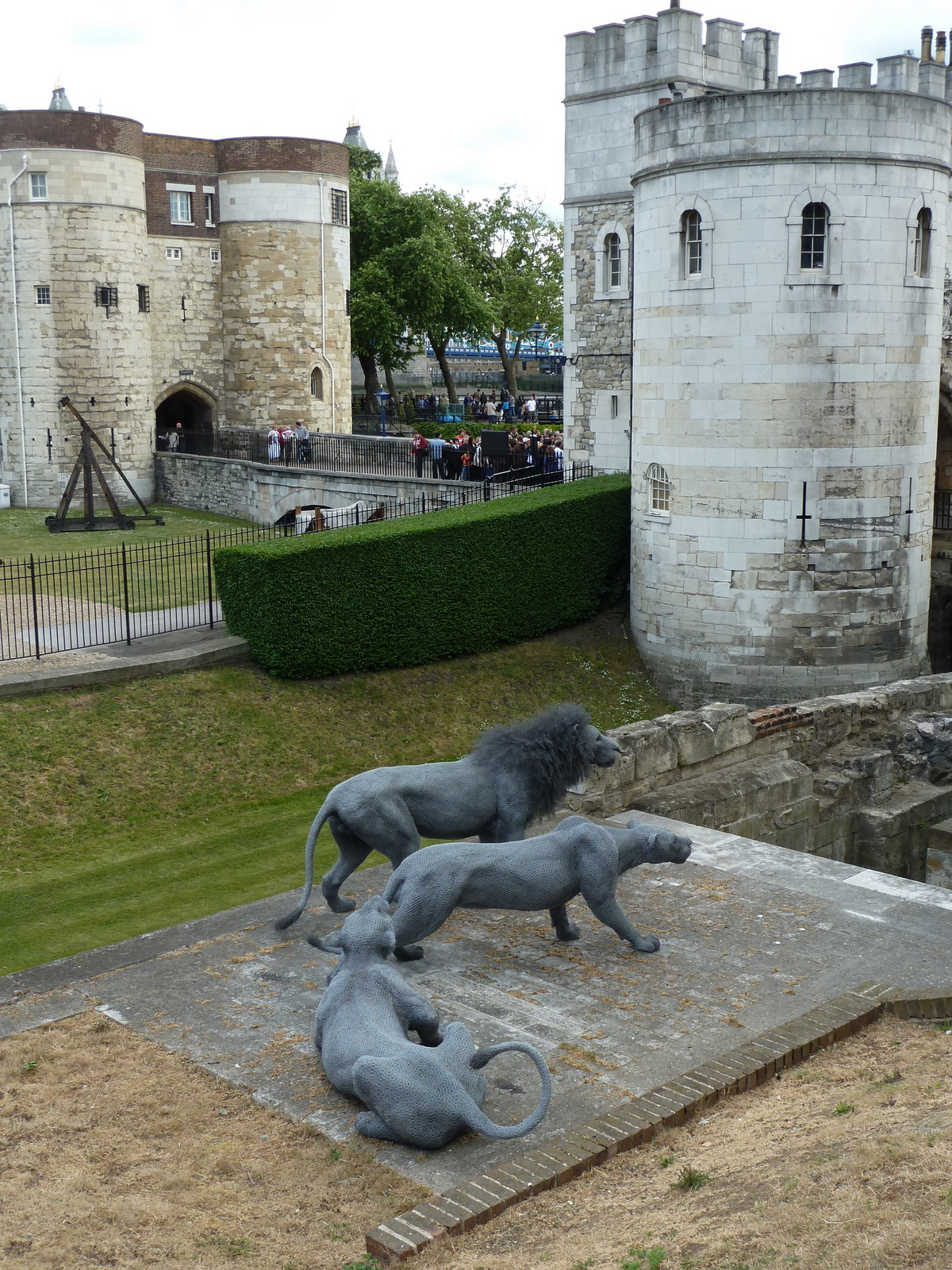
런던탑에 설치된 동물 조형물

존 왕 시절에 이미 런던탑에서 야생 동물을 길렀다는 기록이 있다. 1210년에서 1212년 사이의 기록을 보면 사자 관리인에게 급여를 지급했다는 내용이 있다.
헨리 3세 시기의 기록에는 왕립 머내저리가 자주 언급된다. 1235년 무렵에 신성 로마 제국의 프리드리히 2세 황제는 헨리 3세에게 표범 세 마리를 선물했고 런던탑에서 이 표범들을 돌보게 되었다. 1252년에는 노르웨이의 호콘 4세가 북극곰 한 마리를 선물로 보내왔다. 이 북극곰은 언젠가 사슬에 묶인 채로 템스강에 뛰어들어 물고기를 잡았는데, 그 모습은 런던 사람들로부터 지대한 관심을 끌었다. 1254년 혹은 1255년에는 프랑스의 루이 9세가 아프리카코끼리 한 마리를 보냈고, 이 코끼리를 키우기 위해 길이 12.2m(40피트), 너비 6.1m(20피트)에 달하는 목제 건물이 지어졌다. 코끼리는 1258년에 죽고 말았는데, 적포도주를 먹여서 그렇게 됐다고도 하지만 잉글랜드의 추운 날씨 때문이라고도 한다.
1288년 에드워드 1세는 사자와 스라소니를 보살피기 위해 처음으로 동물 사육관을 공식 임명하였다. 에드워드 3세는 여기에 사자 두 마리와 표범 한 마리, 삵 두 마리를 추가하였고, 막시밀리안 황제는 헨리 8세에게 표범, 삵, 자칼, 갈색곰, 하이에나와 같은 야생 동물을 선물로 주었다. 1436년 헨리 5세 시기 모든 사자들이 죽게 되자 사육관 윌리엄 커비는 실직하게 되었다.
역사 기록에는 에드워드 1세가 1277년 반원형의 구조물을 만들고 사자를 길렀기 때문에 이곳의 보루에 라이언 타워라는 이름이 붙었다고 한다. 1335년 기록에는 사자와 표범 우리를 잠그는 열쇠와 자물쇠를 이 보루의 서쪽 출입문에 두었다고 적혀있다. 1500년대에 이 구역은 머내저리라고 불렸다. 1604년에서 1606년 사이에 머내저리는 해자와 라이언 타워를 마주하는 훈련장에 있었다. 왕실이 사자를 둘러볼 수 있도록 전망대가 세워졌다. 제임스 1세 시기인 1657년에는 6마리의 사자가 있었다고 하며 1708년에는 11마리로 늘었다. 이 외에도 다른 고양이과 동물들과 독수리, 올빼미, 자칼 등을 길렀다고 한다.
18세기에 머내저리는 대중에게 유료로 공개되었다. 입장료는 1.5펜스였고 사자에게 먹이로 줄 개나 고양이를 돈 대신 받기도 하였다. 18세기 말 입장료는 9펜스로 올라갔다. 특히 인기를 끌었던 동물은 올드 마틴으로 불린 회색곰으로 1811년 허드슨 베이 회사가 조지 3세에게 헌사한 것이었다. 1800년 기록에는 “호랑이, 표범, 하이에나, 비비를 비롯한 여러 종류의 원숭이, 늑대, 그 밖의 동물들”을 사육하였다고 한다. 1828년 당시의 사육 목록은 60종의 동물 280마리로 늘어나 있었으며 당시 사육관은 알프레드 콥스였다.
1830년에 조지 4세가 사망한 이후에 웰링턴 공작의 명에 따라 머내저리는 폐쇄되었다. 기르던 동물의 대부분은 1831년에 런던 동물원으로 이관되었다. 런던 동물원은 1828년에 개장하였다. 런던탑의 야생 동물 가운데 마지막까지 남은 것들은 1835년에 리전츠 공원으로 옮겨졌다. 그렇게 된 계기는 확실하지 않은데, 사자 한 마리가 병사를 물었기 때문이라고도 하고 원숭이 한 마리가 선원을 물었기 때문이라고도 한다. 1852년에 머내저리는 완전히 철거되었으나 사육관은 평생 동안 라이언 타워에 거주할 권리가 있었다. 따라서 동물들이 모두 건물을 떠난 지 오래됐음에도 불구하고 라이언 타워는 1853년에 마지막 사육관인 콥스가 사망한 뒤에야 철거되었다.

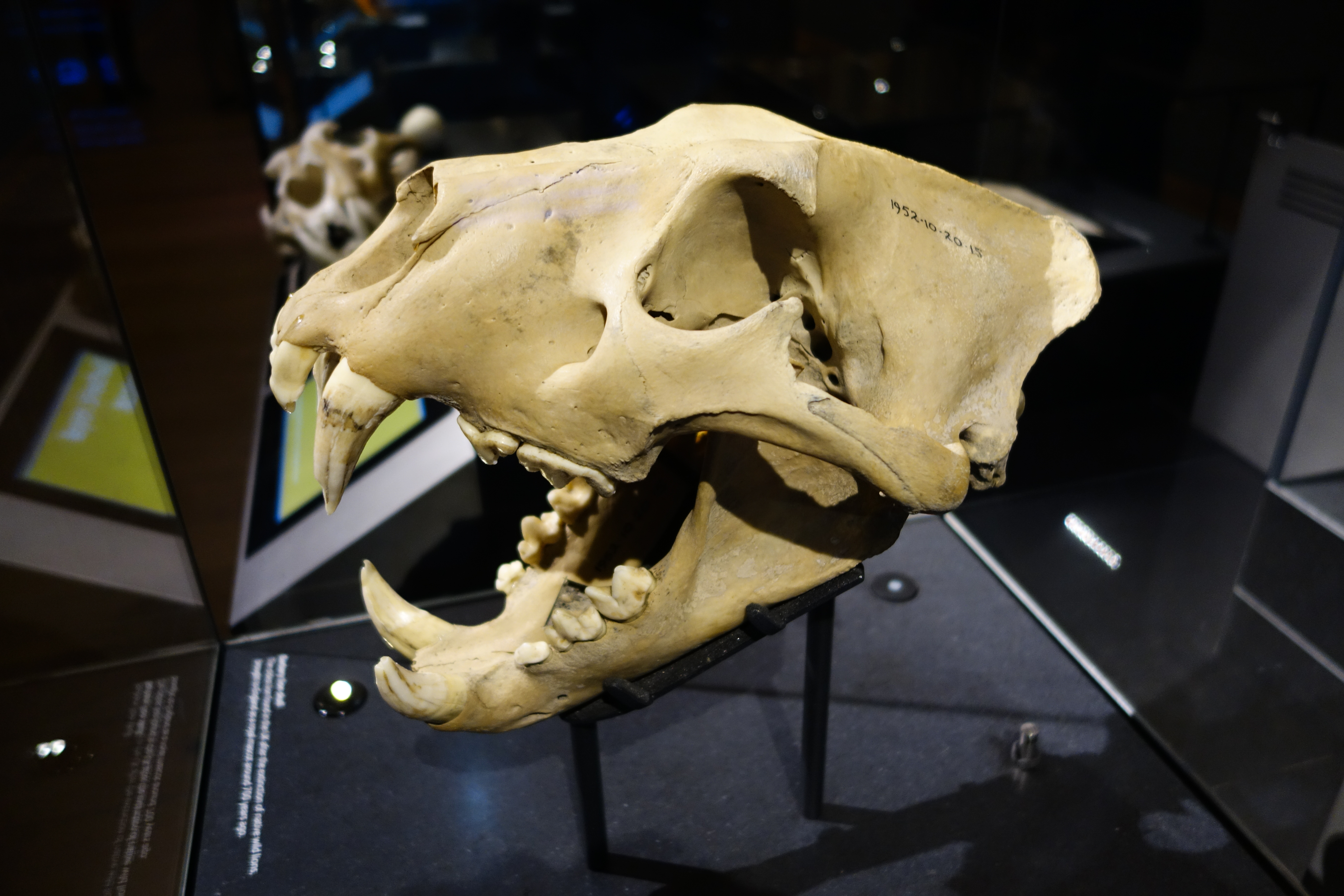
런던 자연사 박물관에 전시된 바버리사자의 두개골

1999년에는 사자 우리가 발굴되었다. 가로 2m, 세로 3m의 크기로 다 큰 사자가 지내기엔 매우 비좁은 공간이었다. 2008년 바버리사자 수컷 두 마리의 유골이 런던탑 해자에서 발굴되었다. 바버리사자는 오늘날 야생에서는 이미 멸종하였다. 방사성 탄소 연대 측정 결과 한 마리는 1280년에서 1385년 사이에, 다른 한 마리는 1420년에서 1480년 사이에 런던탑에서 기른 것으로 보인다. 2011년 영국의 철사 공예 예술가 켄드라 헤이스트는 두 사자를 기념하는 조형물을 런던탑에 세웠다.

## 유령
헨리 8세에 의해 1536년 참수당한 앤 불린은 런던탑에 출몰하는 유령으로도 유명하다. 속설에는 앤 불린의 유령이 자신의 잘린 머리를 팔로 감싸고 속박된 성 베드로 예배실에서 화이트 타워 사이를 거닌다고 한다. 속박된 성 베드로 예배실은 앤 불린이 묻힌 곳이다. 이 괴담은 1934년 코미디 가요 〈With Her Head Tucked Underneath Her Arm〉(팔 아래 처박힌 그녀의 머리)의 소재가 되었다. 이 외에도 헨리 6세, 제인 그레이, 샐리스버리 공녀 마거렛 폴, 런던탑의 두 왕자 등이 유령 이야기의 단골 소재이다. 괴담에는 사람이 아닌 것도 등장하는데 1816년 1월에는 수장고 경비병이 자신을 향해 다가오는 곰의 유령을 보고는 두려움에 휩싸여 며칠 후 죽었더라는 괴담이 있었고 1817년 10월에는 수장고 관리관이 빛나는 대롱의 모양을 한 유령을 보았다고 주장하였다.

### 내용주
1. ↑  웨이크필드 타워는 원래 블런더빌 타워로 불렸다.[25]
2. ↑  더럼 주교 플램바드는 헨리 1세에 의해 “많은 부정으로 헨리 1세 자신과 그의 자식들에게 고통을 준 죄”로 런던탑에 갇혔다.[68]
3. ↑  윌리엄의 측근 조프리 드맨더빌은 제1대 에식스 백작 조프리 드맨더빌의 할아버지이다.

### 참조주
1. ↑  Huscroft, Richard (2005). Ruling England 1042–1217. London: Pearson/Longman. ISBN 0-582-84882-2. p. 68
2. ↑  The Twin Gangsters Who Ruled London, Daily Beast, 2015-11-22
3. ↑  The History of the White Queen: The Princes in the Tower, History in the (Re)Making
4. ↑  The story of the Tower of London, Historic Royal Palaces
5. ↑  Who is the Constable of the Tower of London?
6. ↑  UNESCO. “런던 탑”. 유네스코. 2020년 5월 19일에 확인함.
7. ↑  Vince 1990; Creighton 2002, 138쪽에서 재인용
8. ↑  Creighton 2002, 138쪽
9. ↑  Parnell 1993, 11쪽
10. ↑  Parnell 1993, 32–33쪽
11. ↑  Wilson 1998, 39쪽
12. ↑  Parnell 1993, 49쪽
13. ↑  Friar 2003, 163쪽
14. ↑  Allen Brown 1976, 15쪽
15. 1 2 3  Allen Brown 1976, 44쪽
16. 1 2 3  Impey & Parnell 2000, 16쪽
17. 1 2  Parnell 1993, 19–23쪽
18. 1 2  Parnell 1993, 22쪽
19. 1 2 3 4  Parnell 1993, 20쪽
20. ↑  Friar 2003, 164쪽
21. ↑  Impey & Parnell 2000, 17쪽
22. 1 2  Allen Brown & Curnow 1984, 12쪽
23. ↑  Parnell 1993, 32쪽
24. 1 2  Parnell 1993, 27쪽
25. 1 2 3  Allen Brown & Curnow 1984, 17쪽
26. ↑  Parnell 1993, 28쪽
27. ↑  Impey & Parnell 2000, 31쪽
28. ↑  Allen Brown & Curnow 1984, 17–18쪽
29. ↑  Parnell 1993, 65쪽
30. 1 2  Parnell 1993, 67쪽
31. 1 2  Allen Brown & Curnow 1984, 15–17쪽
32. ↑  Parnell 1993, 24쪽
33. ↑  Parnell 1993, 32–33쪽
34. 1 2  Parnell 1993, 33쪽
35. 1 2  Parnell 1993, 10쪽
36. ↑  Parnell 1993, 34–35쪽
37. ↑  Parnell 1993, 42쪽
38. ↑  Wilson 1998, 34쪽
39. ↑  Parnell 1993, 46쪽
40. 1 2  Parnell 1993, 55쪽
41. ↑  Parnell 1993, 29쪽
42. ↑  《Bloody Tower》, Historic Royal Palaces, 28 April 2010에 원본 문서에서 보존된 문서, 22 July 2010에 확인함
43. 1 2  Parnell 1993, 47쪽
44. ↑  Parnell 1993, 58쪽
45. 1 2  Parnell 1993, 64쪽
46. ↑  Parnell 1993, 70쪽
47. ↑  “List Entry: Waterloo Block”. Historic England. 2016년 1월 16일에 확인함.
48. ↑  “Historic Royal… Patchworks?”. Historic Royal Palaces. 2016년 2월 8일에 확인함.
49. 1 2  Parnell 1993, 35–37쪽
50. ↑  Parnell 1993, 43–44쪽
51. ↑  Impey & Parnell 2000, 34쪽
52. ↑  Impey & Parnell 2000, 36쪽
53. ↑  Parnell 1993, 40-41쪽
54. ↑  Parnell 1993, 38–39쪽
55. ↑  Parnell 1993, 43쪽
56. ↑  Parnell 1993, 61쪽
57. 1 2 3  Allen Brown & Curnow 1984, 5쪽
58. 1 2  Liddiard 2005, 18쪽
59. ↑  Bennett 2001, 45쪽
60. ↑  Bennett 2001, 45–47쪽
61. 1 2  Wilson 1998, 1쪽
62. ↑  Allen Brown 1976, 30쪽
63. ↑  Allen Brown 1976, 31쪽
64. ↑  Friar 2003, 47쪽
65. 1 2  Wilson 1998, 2쪽
66. ↑  Allen Brown & Curnow 1984, 5–9쪽
67. ↑  Allen Brown & Curnow 1984, 9–10쪽
68. ↑  Wilson 1998, 5쪽
69. ↑  Wilson 1998, 5–6쪽
70. ↑  Allen Brown & Curnow 1984, 12–13쪽
71. 1 2 3 4 5  Parnell 1993, 54쪽
72. ↑  Creighton 2002, 147쪽
73. 1 2  Wilson 1998, 6–9쪽
74. ↑  Wilson 1998, 14–15쪽
75. ↑  Allen Brown & Curnow 1984, 13쪽
76. ↑  Allen Brown & Curnow 1984, 15쪽
77. ↑  Gillingham 2002, 304쪽
78. ↑  Wilson 1998, 13–14쪽
79. 1 2  Wilson 1998, 17–18쪽
80. ↑  Wilson 1998, 19–20쪽
81. 1 2  Allen Brown & Curnow 1984, 20쪽
82. ↑  Wilson 1998, 21쪽
83. ↑  Allen Brown & Curnow 1984, 20–21쪽
84. ↑  케네스 O. 모건, 영국사학사회 역, 《옥스퍼드 영국사》, 한울, ISBN 978-89-4606-133-0, 164-165쪽
85. ↑  Wilson 1998, 24–27쪽
86. ↑  Wilson 1998, 27쪽
87. 1 2  Parnell 1993, 35쪽
88. ↑  Cathcart King 1988, 84쪽
89. ↑  Parnell 1993, 35–44쪽
90. ↑  Wilson 1998, 31쪽
91. ↑  Wilson 1998, 34, 36쪽
92. ↑  “Records of the Royal Mint”. The National Archive. 2017년 6월 6일에 확인함.
93. ↑  Impey & Parnell 2000, 41쪽
94. ↑  Lapper & Parnell 2000, 28쪽
95. ↑  케네스 O. 모건, 영국사학사회 역, 《옥스퍼드 영국사》, 한울, ISBN 978-89-4606-133-0, 170-172쪽
96. ↑  Wilson 1998, 40쪽
97. ↑  Costain 1958, 193–195쪽
98. ↑  Calendar of Patent Rolls. 1321–1327. p. 29
99. ↑  Strickland 1840, 201쪽
100. ↑  Friar 2003, 235쪽
101. ↑  Wilson 1998, 34, 42–43쪽
102. 1 2  Impey & Parnell 2000, 42쪽
103. ↑  Wilson 1998, 45쪽
104. 1 2 3  Impey & Parnell 2000, 51쪽
105. 1 2 3  Parnell 1993, 53쪽
106. ↑  Impey & Parnell 2000, 44쪽
107. ↑  Impey & Parnell 2000, 45쪽
108. 1 2  Impey & Parnell 2000, 46쪽
109. 1 2 3  Impey & Parnell 2000, 46–47쪽
110. 1 2  Horrox 2004
111. ↑  Kennedy, Maev (2013년 10월 29일). “Roman eagle found by archaeologists in City of London”. 《The Guardian》. 2013년 11월 5일에 확인함.
112. ↑  Thurley 2017
113. 1 2  《Yeoman Warders》, Historic Royal Palaces, 29 July 2010에 원본 문서에서 보존된 문서, 21 July 2010에 확인함
114. ↑  Impey & Parnell 2000, 73쪽
115. ↑  Impey & Parnell 2000, 52쪽
116. ↑  Wilson 1998, 10–11쪽
117. 1 2  Parnell 1993, 117쪽
118. 1 2  Impey & Parnell 2000, 92쪽
119. 1 2 3 4 5  Impey & Parnell 2000, 91쪽
120. ↑  Black 1927, 345쪽
121. ↑  Scavenger's Daughter
122. ↑  The Scavenger’s Daughter, medievalchronicles.com
123. 1 2 3  Impey & Parnell 2000, 94쪽
124. ↑  Plowden 2004
125. ↑  Collinson 2004
126. ↑  Impey & Parnell 2000, 47쪽
127. ↑  Impey & Parnell 2000, 57쪽
128. ↑  Semark, H.W. (1997). 《The Royal Naval Armament Depots of Priddy's Hard, Elson, Frater and Bedenham, 1768–1977》. Winchester: Hampshire County Council. 124쪽.
129. ↑  Impey & Parnell 2000, 74쪽
130. 1 2  Impey & Parnell 2000, 54–55쪽
131. ↑  Parnell 1993, 76–77쪽
132. ↑  Impey & Parnell 2000, 78쪽
133. ↑  Impey & Parnell 2000, 79–80쪽
134. ↑  Impey & Parnell 2000, 81쪽
135. ↑  《Executions at The Tower of London》 (PDF), Historic Royal Palaces, 1 August 2010에 원본 문서 (PDF)에서 보존된 문서, 31 July 2010에 확인함
136. ↑  Impey & Parnell 2000, 123쪽
137. ↑  Sellers 1997, 179쪽
138. ↑  Osbourne, Mike (2012), Defending London: A Military History from Conquest to Cold War, The History Press Ltd, ISBN 978-0-7524-6465-7 (p. 167)
139. ↑  《Medieval Palace》, Historic Royal Palaces, 30 May 2010에 원본 문서에서 보존된 문서, 19 July 2010에 확인함
140. 1 2  Parnell 1993, 111쪽
141. 1 2  Impey & Parnell 2000, 117쪽
142. ↑  Parnell 1993, 96쪽
143. ↑  Impey & Parnell 2000, 118–121쪽
144. 1 2  Impey & Parnell 2000, 124쪽
145. ↑  《On This Day 1974: Bomb blast at the Tower of London》, BBC News Online, 1974년 7월 17일, 2010년 6월 16일에 확인함
146. ↑  “Regimental History”, 《British Army website》 (Royal Regiment of Fusiliers), 2010, 2010년 9월 5일에 원본 문서에서 보존된 문서, 2010년 6월 16일에 확인함
147. ↑  《Royal Regiment of Fusiliers (London) Museum》, Army Museums Ogilby Trust, 2011년 7월 26일에 원본 문서에서 보존된 문서, 2010년 6월 16일에 확인함
148. ↑  《The Ceremony of the Keys》, Historic Royal Palaces, 2004–2010,  4 June 2010에 원본 문서에서 보존된 문서, 16 June 2010에 확인함
149. ↑  《The Queen's Guard》, British Army, 2010, 2010년 9월 6일에 원본 문서에서 보존된 문서, 2010년 6월 16일에 확인함
150. ↑  《Yeomen Warders》, Royal Household of the United Kingdom, 2008–2009, 2010년 6월 16일에 확인함
151. ↑  《Gun salutes》, Royal Household of the United Kingdom, 2008–2009, 17 March 2015에 원본 문서에서 보존된 문서, 16 June 2010에 확인함
152. ↑  《Cause and principles》, Historic Royal Palaces, 22 December 2009에 원본 문서에서 보존된 문서, 30 April 2010에 확인함
153. ↑  《UNESCO Constitution》, UNESCO, 2009년 8월 17일에 확인함
154. ↑  《Tower of London》, UNESCO, 2009년 7월 28일에 확인함
155. ↑  《UNESCO warning on Tower of London》, BBC News Online, 2006년 10월 21일, 2010년 6월 16일에 확인함
156. ↑  《Medieval Palace: Press Release》, Historic Royal Palaces, 2007년 12월 21일에 원본 문서에서 보존된 문서, 2010년 7월 19일에 확인함
157. ↑  《The Constable of the Tower》, Historic Royal Palaces, 2009년 11월 30일에 원본 문서에서 보존된 문서, 2010년 9월 27일에 확인함
158. ↑  《Maj Gen Keith Cima: Resident Governor HM Tower of London》, Historic Royal Palaces, 2008년 12월 6일에 원본 문서에서 보존된 문서, 2010년 9월 27일에 확인함
159. ↑  Jerome 2006, 148–149쪽
160. ↑  Sax 2007, 272–274쪽
161. ↑  “Latest Visitor Figures”. Association of Leading Visitor Attractions. 2020년 10월 23일에 확인함.
162. 1 2  Wilson 1998, 29쪽
163. 1 2  Impey & Parnell 2000, 106쪽
164. ↑  “British Crown Jewels – Royal Exhibitions”. 《royalexhibitions.co.uk》. 2018년 8월 15일에 원본 문서에서 보존된 문서. 2018년 8월 15일에 확인함.
165. ↑  Gibson, William (2011년 6월 23일). 《A Brief History of Britain 1660 - 1851》. Little, Brown Book Group  – Google Books 경유.
166. ↑  Rennison, Nick (2010년 8월 31일). 《The Book Of Lists London》. Canongate Books  – Google Books 경유.
167. ↑  《Colonel Blood's raid》, Historic Royal Palaces,  6 July 2010에 원본 문서에서 보존된 문서, 22 June 2010에 확인함
168. ↑  “The Royal Collection at The Tower of London: Jewel House”. 《www.royalcollection.org.uk》.
169. ↑  Humphreys, Rob (2010년 1월 4일). 《The Rough Guide to London》. Penguin  – Google Books 경유.
170. ↑  “The Crown Jewels”. 《Historic Royal Palaces》.
171. ↑  Kristen Deiter (2011년 2월 23일). 《The Tower of London in English Renaissance Drama: Icon of Opposition》. 《Books.google.ca》. 34쪽. 2017년 7월 21일에 확인함.
172. 1 2  Steve Connor (2008년 3월 25일). “Royal Menagerie lions uncovered”. 《The Independent》. 2017년 7월 21일에 확인함.
173. 1 2 3 4 5 6  Have there been lions in London since 1210?, BBC
174. ↑  “Medieval Lion Skulls Reveal Secrets of Tower of London "Zoo"”. 《News.nationalgeographic.com》. 2017년 7월 21일에 확인함.
175. ↑  Historic Royal Palaces. “Discover The Incredible Tales Of The Tower Of London's Royal Beasts”. 《hrp.org.uk》. 2013년 12월 4일에 원본 문서에서 보존된 문서.
176. ↑  Lewis, Matthew (2016년 10월 15일). 《Henry III: The Son of Magna Carta》. Amberley Publishing Limited. ISBN 9781445653587 – Google Books 경유.
177. ↑  Mount, Toni (2016년 5월 15일). 《A Year in the Life of Medieval England》. Amberley Publishing Limited. ISBN 9781445652405 – Google Books 경유.
178. 1 2  Jones, Nigel (2012년 10월 2일). 《Tower: An Epic History of the Tower of London》. St. Martin's Press  – Google Books 경유.
179. ↑  William Harrison Ainsworth. 《The Tower of London: An Historical Romance》. 《Books.google.ca》. 249쪽. 2017년 7월 21일에 확인함.
180. ↑  Blunt 1976, 17쪽
181. ↑  “The Tower of London: Discover The Wild Beasts That Once Roamed The Royal Menagerie”. 《www.hrp.org.uk》. Historic Royal Palaces. 2017년 3월 25일에 원본 문서에서 보존된 문서. 2017년 3월 24일에 확인함.
182. ↑  Kennedy, Maev (1999년 10월 18일). “Tower's old grizzly back on show”. 《The Guardian》. 2017년 3월 24일에 확인함.
183. ↑  《Zoo and Aquarium History: Ancient Animal Collections To Zoological Gardens》. 《Books.google.ca》. 2000년 9월 18일. 51쪽. 2017년 7월 21일에 확인함.
184. ↑  《African History at the Tower of London》. Tower Hamlets: Tower Hamlets African and Caribbean Mental Health Organisation. 2008. 16쪽. ISBN 978-0-9551368-7-0.
185. ↑  Michael Allaby. 《Animals: From Mythology to Zoology》. 《Books.google.ca》. 68쪽. 2017년 7월 21일에 확인함.
186. 1 2  Parnell 1993, 94쪽
187. ↑  Parnell, Geoffrey (1993년 12월 2일). 《Book of the Tower of London》. B.T. Batsford  – Google Books 경유.
188. ↑  Kennedy, Maev (1999년 10월 18일). “Tower's old grizzly back on show”. 《The Guardian》.
189. ↑  “Medieval Lion Skulls Reveal Secrets of Tower of London "Zoo"”. 《News.nationalgeographic.com》. 2017년 7월 21일에 확인함.
190. ↑  《Royal Beasts at Tower of London》, View London, 2011년 4월 14일에 확인함
191. ↑  Farson 1978, 14–16쪽
192. ↑  With Her Head Tucked Under Her Arm
193. 1 2  Hole 1951, 61–62, 155쪽
194. ↑  Roud 2009, 60–61쪽

## 참고 문헌
참조 문헌
- Allen Brown, Reginald (1976) [1954], 《Allen Brown's English Castles》, The Boydell Press, ISBN 1-84383-069-8
- Allen Brown, Reginald; Curnow, P (1984), 《Tower of London, Greater London: Department of the Environment Official Handbook》, Her Majesty's Stationery Office, ISBN 0-11-671148-5
- Bennett, Matthew (2001), 《Campaigns of the Norman Conquest》, Essential Histories, Osprey Publishing, ISBN 1-84176-228-8
- Black, Ernest (1927), “Torture under English Law”, 《University of Pennsylvania Law Review and American Law Register》 (University of Pennsylvania) 75 (4): 344–348, doi:10.2307/3307506, JSTOR 3307506
- Blunt, Wilfred (1976), 《The Ark in the Park: The Zoo in the Nineteenth Century》, Hamish Hamilton, ISBN 0-241-89331-3
- Cathcart King, David James (1988), 《The Castle in England and Wales: an Interpretative History》, Croom Helm, ISBN 0-918400-08-2
- Collinson, Patrick (2004), 〈Elizabeth I (1533–1603), Queen of England and Ireland〉, 《Oxford Dictionary of National Biography》, Oxford University Press (구독 필요)
- Costain, Thomas (1958), 《The Three Edwards》, Garden City
- Creighton, Oliver (2002), 《Castles and Landscapes》, Continuum, ISBN 0-8264-5896-3
- Farson, Daniel (1978), 《Ghosts in Fact and Fiction》, Hamlyn Young Books, ISBN 978-0-600-34053-9
- Friar, Stephen (2003), 《The Sutton Companion to Castles》, Sutton Publishing, ISBN 978-0-7509-3994-2
- Gillingham, John (2002) [1999], 《Richard I》, Yale University Press, ISBN 0-300-09404-3
- Hole, Christina (1951), 《Haunted England: A Survey of English Ghost-Lore》 3판, Batsford
- Horrox, Rosemary (2004), 〈Edward V (1470–1483), king of England and lord of Ireland〉, 《Oxford Dictionary of National Biography》, Oxford University Press (구독 필요)
- Impey, Edward; Parnell, Geoffrey (2000), 《The Tower of London: The Official Illustrated History》, Merrell Publishers in association with Historic Royal Palaces, ISBN 1-85894-106-7
- Jerome, Fiona (2006), 《Tales from the Tower: Secrets and Stories from a Gory and Glorious Past》, Think Publishing, ISBN 978-1-84525-026-3
- Lapper, Ivan; Parnell, Geoffrey (2000), 《The Tower of London: A 2000-year History》, Osprey Publishing, ISBN 978-1-84176-170-1
- Liddiard, Robert (2005), 《Castles in Context: Power, Symbolism and Landscape, 1066 to 1500》, Windgather Press Ltd, ISBN 0-9545575-2-2
- Parnell, Geoffrey (1993), 《The Tower of London》, Batsford, ISBN 978-0-7134-6864-9
- Plowden, Alison (2004), 〈Grey (married name Dudley), Lady Jane (1537–1554)〉, 《Oxford Dictionary of National Biography》, Oxford University Press (구독 필요)
- Roud, Steve (2009) [2008], 《London Lore: The Legends and Traditions of the World's Most Vibrant City》, Arrow Books, ISBN 978-0-09-951986-7
- Sax, Boria (2007), “How Ravens Came to the Tower of London” (PDF), 《Society and Animals》 15 (3): 269–283, doi:10.1163/156853007X217203, 2011년 7월 27일에 원본 문서 (PDF)에서 보존된 문서
- Sellers, Leonard (1997), 《Shot in the Tower:The Story of the Spies executed in the Tower of London during the First World War》, Leo Cooper, ISBN 978-1-84884-026-3
- Strickland, Agnes (1840), 《Lives of the Queens of England from the Norman Conquest. Volume II》 II, Henry Colburn
- Vince, Alan (1990), 《Saxon London: An Archaeological Investigation》, Seaby, ISBN 1-85264-019-7
- Wilson, Derek (1998) [1978], 《The Tower of London: A Thousand Years》 2판, Allison & Busby, ISBN 0-7490-0332-4
- 모건, 케네스, 《옥스퍼드 영국사》, 번역 영국사학사회, 한울, ISBN 978-89-4606-133-0

더 읽어보기
- Bennett, Edward Turner (1829). 《The Tower Menagerie: Comprising the Natural History of the Animals Contained in that Establishment; with Anecdotes of their Characters and History》. Robert Jennings.
- Harman, A. (1864). 《Sketches of the Tower of London as a Fortress, a Prison, and a Palace》. J. Wheeler.
- Parnell, Geoffrey (2009). 《The Tower of London: Past & Present》. History Press. ISBN 978-0-7524-5036-0.